# Pinzano al Tagliamento
Pinzano al Tagliamento (Pinçan in friulano) è un comune italiano di 1 488 abitanti del Friuli-Venezia Giulia, appartenente alla provincia di Pordenone; dista circa 40 km dal capoluogo provinciale e 30 km da Udine.
Si trova nella Media Val Tagliamento, con la parte occidentale del comune che lambisce la Val Cosa, mentre quella nordorientale si trova invece nella bassa Val d'Arzino. La posizione geografica del territorio, che si trova nella fascia di transizione tra l'alta pianura friulana e i primi rilievi pedemontani, è di particolare pregio naturalistico e questo anche grazie all'abbondanza di boschi e corsi d'acqua, alla presenza dell'importante habitat costituito dal fiume Tagliamento, ed infine dallo scarso impatto dell'uomo sul territorio.
Il comune fu gravemente colpito dal terremoto del Friuli del 1976, ricevendo in seguito la Medaglia d'Oro al Merito Civile per la ricostruzione perfettamente riuscita ed il restauro delle opere d'arte.

## Geografia fisica

### Territorio
(Ernesto Degani)

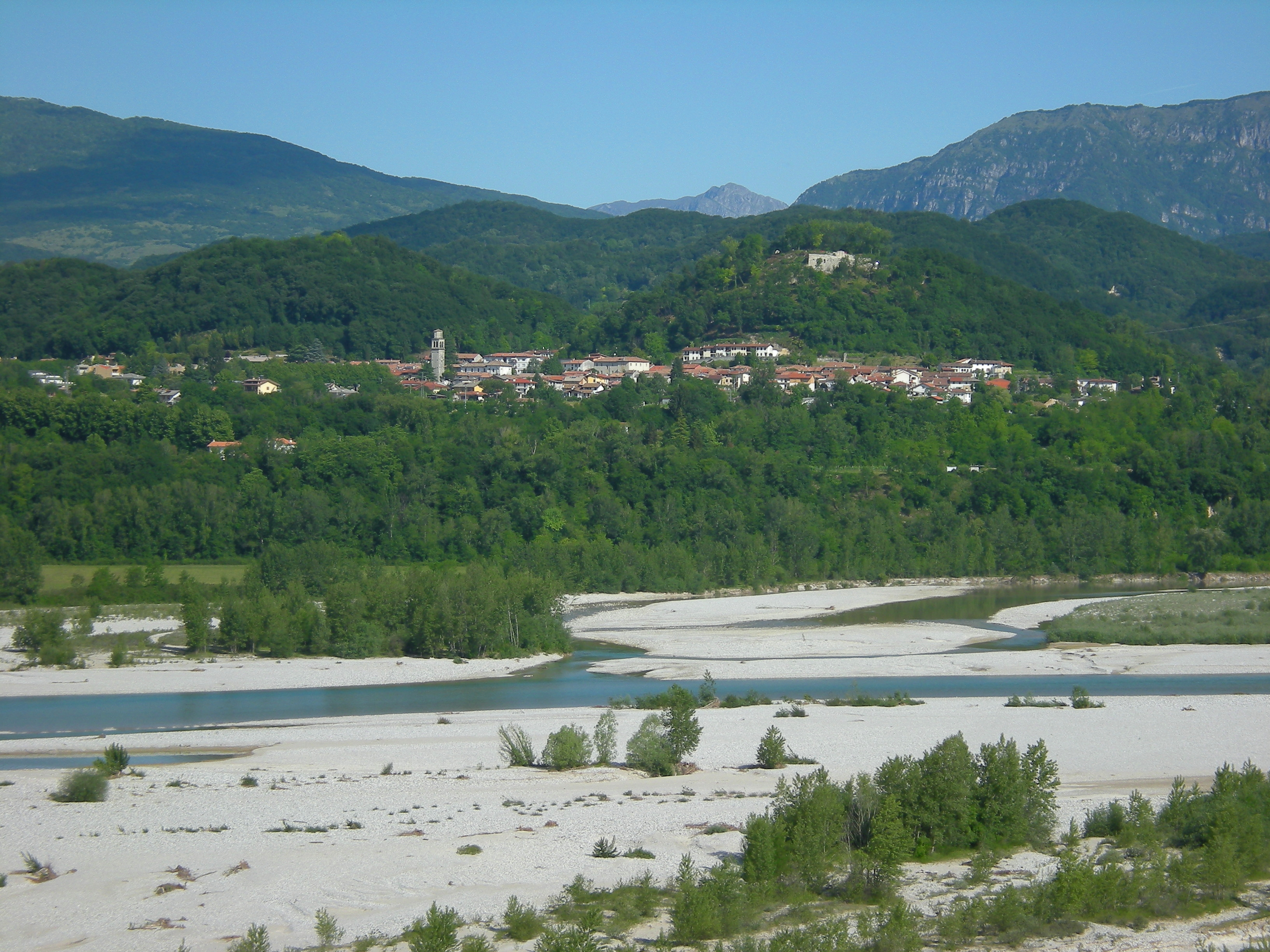
Vista su Pinzano e sul Tagliamento

Il comune si trova quasi al centro del Friuli, nella prima fascia pedemontana. Il capoluogo è collocato nel dolce pendio compreso fra il colle del castello e la scarpata naturale del fiume Tagliamento, mentre la frazione di Valeriano sorge su un terreno pressoché pianeggiante.
Il territorio comunale può essere diviso in due parti: la prima, collinare ed accidentata, è quasi totalmente ricoperta da boschi percorsi da numerosi piccoli corsi d'acqua. Essendo il suolo prevalentemente composto da argille e conglomerati, sono abbastanza frequenti gli smottamenti (in friulano lavines). La parte meridionale del comune, invece, si innesta gradualmente nella pianura friulana, e quindi risulta più adatta agli insediamenti umani ed alle coltivazioni. I rilievi, similmente a quelli della pedemontana pordenonese e del vicino monte di Ragogna, non sono di origine morenica, anche se si trovano nella fascia un tempo occupata dal ghiacciaio del Tagliamento. Sono invece di origine tettonica, come testimonia la presenza di linee di faglia trasversali.
Secondo la Classificazione sismica, il comune appartiene alla zona 1 (sismicità alta).
Come riportato anche nel nome completo del comune, il principale corso d'acqua è il fiume Tagliamento, che si trova a meno di un chilometro in linea d'aria dal capoluogo e scorre 75 metri più in basso rispetto alla quota della piazza. L'alveo del fiume è ben delimitato da una caratteristica scarpata alta una cinquantina di metri, che lo separa dalla sovrastante pianura. Questa scarpata si è formata in seguito all'incisione fluviale del conoide di deiezione che costituisce la parte alta della pianura friulana.
Altri corsi d'acqua di una certa rilevanza sono il torrente Arzino, il torrente Gerchia, il rio Rugo (roggia di Valeriano), il torrente Pontaiba e il torrente Cosa, che ne delimita il confine ovest.
L'altitudine del territorio comunale varia da un massimo di 454 m s.l.m., nei pressi della cima del Monte Santo, ad un minimo di 119 m s.l.m., nel punto più meridionale del greto del fiume Tagliamento. L'altitudine media del territorio comunale è di 310 metri sul livello del mare. Pinzano dista in linea d'aria 46 km dall'Austria, 36 km dalla Slovenia e 47 km dalla laguna di Marano, nel golfo di Trieste.

### Clima
Pinzano al Tagliamento, secondo la classificazione dei climi di Köppen, gode di un tipico clima temperato delle medie latitudini, piovoso o generalmente umido in tutte le stagioni e con estati molto calde. Le precipitazioni si concentrano nei periodi compresi tra marzo e maggio, con un leggero calo nei mesi estivi, e un riacutizzarsi nel periodo compreso tra ottobre e novembre inoltrato. La classificazione climatica del Comune è: zona E, 2750 GG. La seguente tabella riporta i valori della stazione meteorologica di Maniago, che si trova a circa 17 km in linea d'aria dal capoluogo, e che può essere assunta come riferimento per il comune di Pinzano.
| Pinzano al Tagliamento | Mesi | Mesi | Mesi | Mesi | Mesi | Mesi | Mesi | Mesi | Mesi | Mesi | Mesi | Mesi | Stagioni | Stagioni | Stagioni | Stagioni | Anno |
| Pinzano al Tagliamento | Gen  | Feb  | Mar  | Apr  | Mag  | Giu  | Lug  | Ago  | Set  | Ott  | Nov  | Dic  | Inv      | Pri      | Est      | Aut      | Anno |
| ---------------------- | ---- | ---- | ---- | ---- | ---- | ---- | ---- | ---- | ---- | ---- | ---- | ---- | -------- | -------- | -------- | -------- | ---- |
| T. max. media (°C)     | 5,6  | 7,2  | 10,6 | 15,1 | 20,0 | 23,2 | 25,7 | 25,3 | 22,2 | 17,4 | 10,6 | 6,7  | 6,5      | 15,2     | 24,7     | 16,7     | 15,8 |
| T. min. media (°C)     | −2,6 | −1,7 | 1,7  | 5,8  | 9,4  | 12,9 | 14,5 | 14,1 | 11,5 | 7,7  | 3,3  | −0,7 | −1,7     | 5,6      | 13,8     | 7,5      | 6,3  |

## Origini del nome
"Pinzano" è un toponimo di origine prediale, risalente all'epoca romana. Indica che questa zona, in cui verosimilmente esisteva già un villaggio, venne concessa ad un colono di nome Pincius. Lo specificativo "al Tagliamento" è stato aggiunto con il Regio Decreto n.3893 del 18/08/1867. Nel comune hanno origine prediale anche i toponimi "Valeriano" e, probabilmente, "Ampiano".

## Storia

### Preistoria ed età romana

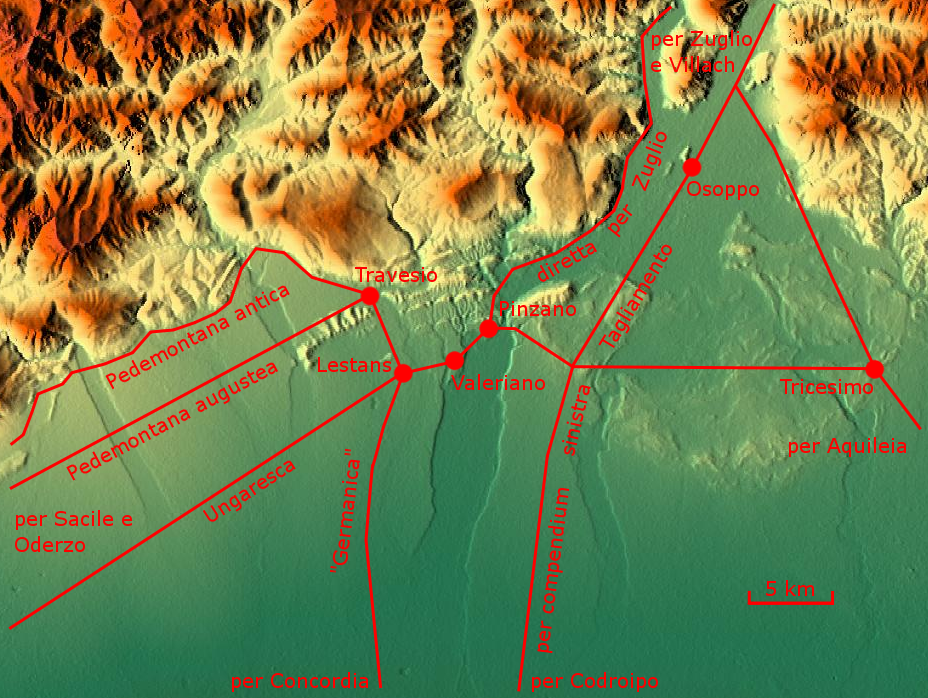
Probabili vie romane passanti per Pinzano

Ritrovamenti archeologici confermano la presenza umana a Pinzano al Tagliamento fin dall'età preistorica: gli scavi di Borgo Ampiano hanno portato alla luce manufatti in pietra e ceramica risalenti al mesolitico recente, mentre a Valeriano sono stati ritrovati reperti neolitici. Presso la località Pontaiba, invece, sono stati trovati interessanti reperti risalenti all'età del bronzo, tra cui una punta di freccia in selce custodita a Lestans, nel museo archeologico di villa Savorgnan.
In seguito, intorno alla metà del primo millennio a.C. si iniziarono ad insediare i Celti, i quali a loro volta subirono la conquista romana.
Pinzano continuò a svolgere un ruolo importante nel sistema viario romano, che era basato sulle direttrici già esistenti. La via di comunicazione che percorreva il corso del fiume Tagliamento assunse una certa rilevanza in quanto collegava la città romana di Concordia con la provincia del Norico, e per questo le è stato dato informalmente il nome di "Germanica". Per quanto riguarda la strada pedemontana, i romani sicuramente utilizzarono questo antico percorso, ed in età augustea lo rettificarono nel tratto fra Travesio e Marsure in modo da discostarsi da Maniago abbreviando il percorso.
I toponimi Pinzano, Valeriano e molto probabilmente anche Ampiano sono di origine prediale latina, ed indicano che questi villaggi con i relativi terreni agricoli furono concessi a dei coloni romani. Pertanto si può presupporre che questi insediamenti avessero un carattere colonico-militare, di controllo delle vie di comunicazione e delle tribù celtiche che sicuramente continuarono a popolare la zona. I ritrovamenti archeologici confermano il carattere piuttosto sparso dello stanziamento, con prevalenza di impianti rustici di modeste dimensioni, ma anche una notevole vivacità commerciale.

### Il Medioevo e l'età moderna

Vecchia cartolina dove sono ben visibili i ruderi del castello (in alto a destra) e la strada che portava al traghetto (in basso a sinistra)

In seguito al declino dell'impero romano, il Friuli subì numerose invasioni barbariche fino alla conquista dei Longobardi, che si insediarono stabilmente e fecero di Cividale la capitale del Ducato del Friuli. Alla caduta di quest'ultimo la regione divenne prima Marca del Sacro Romano Impero, quindi Patria del Friuli sotto giurisdizione del Patriarcato di Aquileia. È proprio a questo periodo che risale il più antico documento in cui compaia un Signore di Pinzano: siamo nel 1134 ed il notabile in questione è Ermanno di Pinzano (Herman de Pinzano). Quindi sicuramente a questa data esisteva già un castello ed una giurisdizione feudale, che si estendeva all'incirca dal Cosa all'Arzino e da Clauzetto ai confini con Spilimbergo. I Signori di Pinzano vengono annoverati fra i “liberi feudatari”, ovvero coloro che possiedono una sufficiente importanza ed autonomia per essere direttamente investiti dall'autorità imperiale.
Fra il 1352 e il 1354 il castello passò alla famiglia dei Savorgnan, tra le più ricche ed influenti del Friuli, che in seguito entrò in possesso anche dei beni della giurisdizione pinzanese e installò a Pinzano l'ufficio giurisdizionale del proprio feudo. L'iniziale fedeltà al Patriarca di Francesco Savorgnan si tramutò nel giro di qualche decennio in un orientamento dei rapporti della famiglia verso Venezia, che in quel periodo stava accrescendo la propria importanza politica e militare. Nel 1420 Venezia invadeva il Friuli, ponendo fine al Patriarcato ed instaurando un dominio che sarebbe terminato solo nel 1797. Sotto Venezia il castello perse molta della sua importanza militare, ma mantenne il controllo giuridico, burocratico e finanziario del feudo.

### Da Napoleone ai giorni nostri

Cartolina del 1946 di Pinzano al Tagliamento

Nel 1797, in seguito al trattato di Campoformido, il Friuli venne ceduto all'Impero austriaco. Tornò di dominio napoleonico, all'interno del Regno Italico, fino alla Restaurazione del 1815: quindi l'intero Lombardo-Veneto venne sottomesso nuovamente all'Austria. Nel 1866, al termine della Terza guerra d'Indipendenza, avvenne l'unificazione definitiva al Regno d'Italia. In epoca napoleonica il sistema viario venne ristrutturato significativamente: furono costruite le attuali strade provinciali tra Ampiano e Valeriano e tra Valeriano e Pinzano. A ricordo del passaggio di Napoleone, a Valeriano venne sistemata una colonna celebrativa chiamata appunto "napoleonica".
Nel XIX secolo le condizioni di vita erano povere, con un'economia fondata quasi esclusivamente sull'agricoltura, e molti uomini adulti emigravano all'estero per lavoro durante la stagione estiva. Prospettive lavorative in zona si ebbero solamente nei primi del Novecento, con la costruzione prima del ponte e poi della ferrovia Casarsa-Gemona: nel 1912 venne aperto il tratto fra Spilimbergo e Pinzano, mentre nel 1914 la ferrovia venne completata.

Cartolina ritraente Pinzano al Tagliamento dal monte di Ragogna, circa primi anni settanta

Nel 1914, allo scoppio della prima guerra mondiale, Pinzano divenne centro di movimento truppe e sulle colline vennero installate postazioni militari e di artiglieria. Il 26 ottobre 1917, a seguito della battaglia di Caporetto, giunsero a Pinzano le prime truppe italiane in ritirata, e nei giorni successivi il paese visse un vero e proprio esodo sia di militari che di civili. Vista l'impossibilità di fermare gli austro-tedeschi nella battaglia di Ragogna, il 1º novembre un'arcata del ponte venne fatta saltare nel tentativo quantomeno di rallentare l'avanzata. Durante la seconda guerra mondiale è da segnalare la costruzione dell'ossario sul colle Pion: in seguito all'armistizio la zona divenne presidio di truppe tedesche, che furono attaccate con successo da una squadra partigiana nel settembre 1944. Pinzano era infatti una zona contesa al confine con la Repubblica della Carnia, istituita dagli stessi partigiani e sopravvissuta per pochi giorni tra il settembre e l'ottobre 1944. Nel 1953, ovvero quando la ricostruzione postbellica era ancora in corso, Pinzano fu raggiunta dall'acquedotto.
Nel dopoguerra, un evento storico di grande portata fu il terremoto del 1976. La scossa di maggio fece nel comune 14 morti, rase al suolo 77 case e danneggiò in modo più o meno grave quasi tutte le costruzioni. Nel 1986 la ricostruzione era completata già al novanta per cento, comportando cambiamenti anche notevoli nell'aspetto dei paesi e soprattutto della piazza del capoluogo.

### Simboli
Lo stemma e il gonfalone del comune sono stati concessi con D.P.R. del 16 novembre 1962
Stemma
Gonfalone civico

## Monumenti e luoghi d'interesse

### Architetture religiose

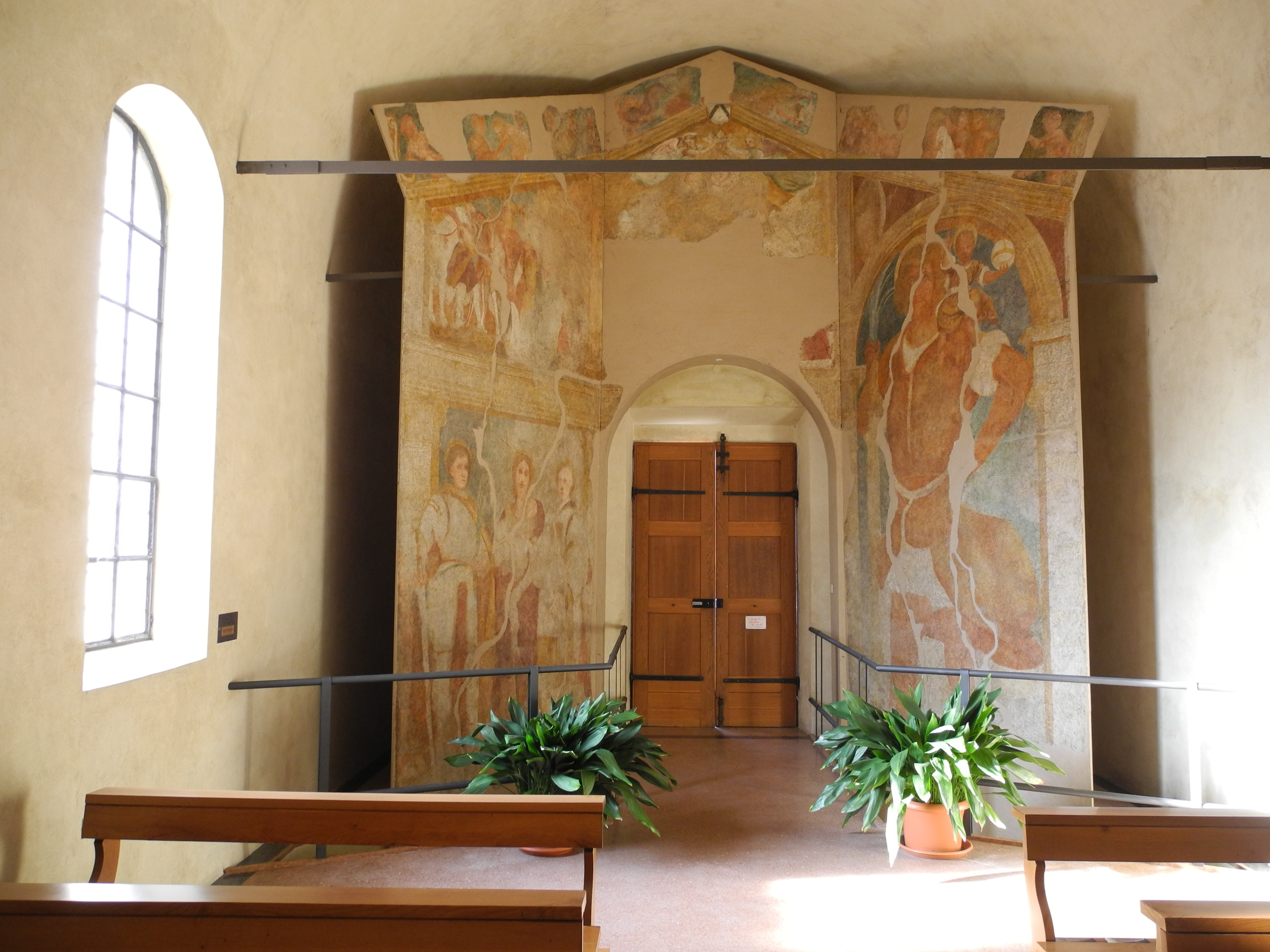
La facciata originale della chiesa di Santa Maria dei Battuti

#### Chiesa di San Martino
La prima nota scritta di un oratorio dedicato a San Martino, sito in Pinzano, risale al 1294. Si trattava solamente di un oratorio con annesso luogo di culto, che rientrava nella competenza della pieve di Valeriano. A partire dal Cinquecento la struttura inizia ad essere ampliata ed abbellita con affreschi, alcuni dei quali eseguiti dal noto Giovanni Antonio De Sacchis detto Il Pordenone. I rimaneggiamenti continuano fino al Settecento, quando la chiesa assume il suo aspetto attuale. Dal 1940 diviene sede parrocchiale. Gravemente danneggiato dal sisma del 1976, l'edificio venne riaperto alla comunità dieci anni dopo.

#### Chiesa di Santo Stefano
La pieve di Valeriano, dedicata a Santo Stefano, deriva dall'antica pieve di San Pietro a Travesio e viene menzionata per la prima volta in una bolla papale del 1186. Fino al 1940 la parrocchia di Valeriano copriva l'intera estensione del territorio comunale di Pinzano. L'attuale edificio venne costruito nel 1492 in stile romanico con influssi gotici, tuttavia il sisma del 1976 richiese lavori di ristrutturazione talmente radicali da rendere necessaria la riconsacrazione. L'interno conserva pregevoli affreschi, tra cui un trittico del Pordenone che viene considerata la sua prima opera di attribuzione certa.

#### Chiesa di Santa Maria dei Battuti
Santa Maria dei Battuti è una piccola chiesa eretta dalla confraternita dei Battuti di Valeriano attorno al 1300. La confraternita raccoglieva, come suggerisce il nome, dei flagellanti che promuovevano il culto religioso e si adoperavano in opere di carità. L'edificio si trova sul lato nord della piazza di Valeriano, ed è conosciuto principalmente per la sua facciata quattrocentesca, che è stata definita "una preziosa antologia che raccoglie e illustra i tre secoli d'oro della pittura". All'intero si trovano preziosi dipinti, tra cui una Natività del Pordenone risalente al 1527.

#### Chiesa della Santissima Trinità

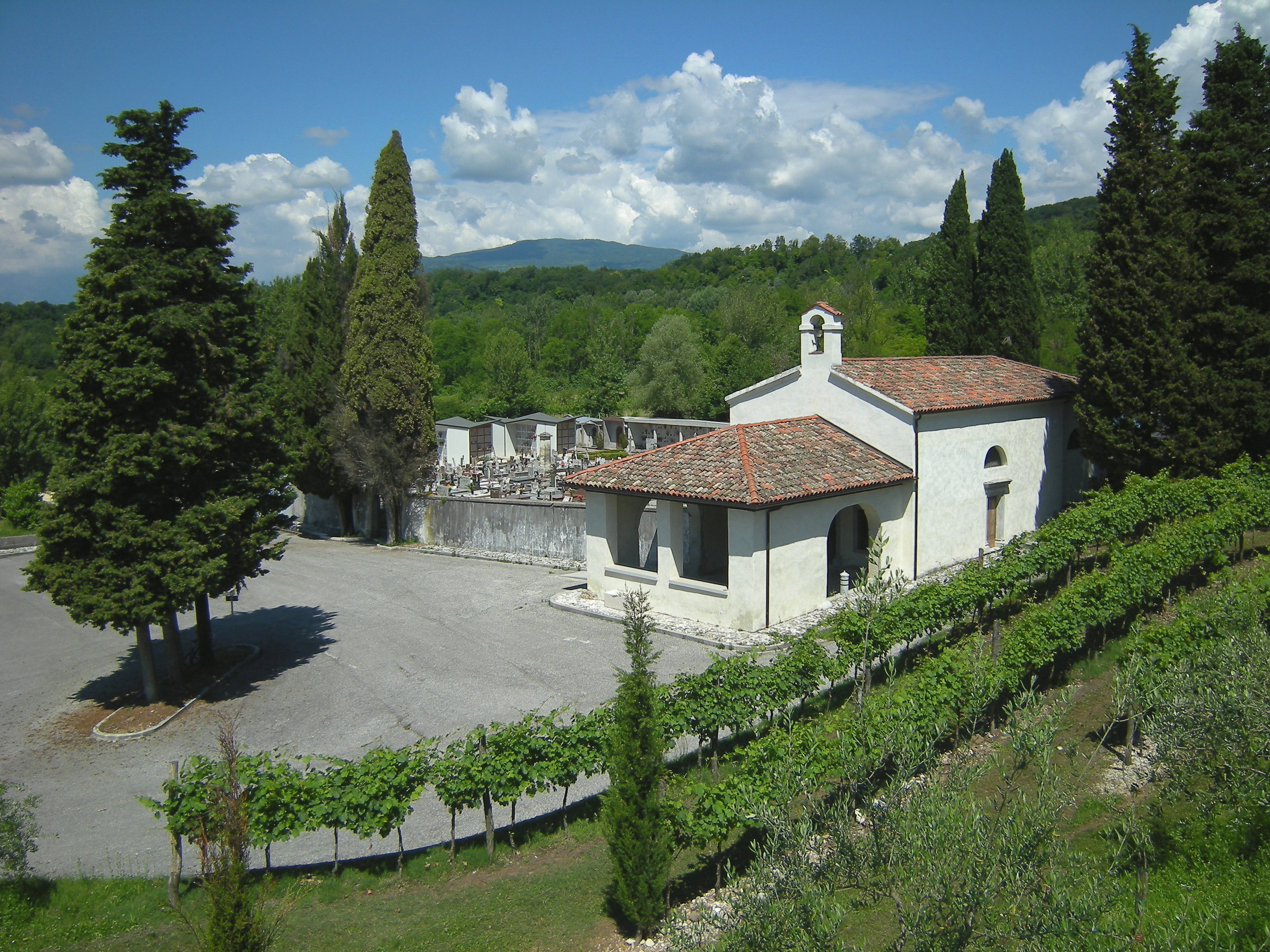
La chiesa della Santissima

La chiesa della Santissima Trinità, comunemente detta "Santissima", si trova a valle del paese di Pinzano e presso il cimitero. Lungo il suo percorso si sviluppava la strada pedemontana, che portava al traghetto del Tagliamento, ma anche la strada che collegava agevolmente Pinzano e la Val d'Arzino alla pianura friulana. Come le sole altre due chiese dedicate alla Trinità presenti nella diocesi, anche questa si trova nei pressi di un corso d'acqua, ed è possibile che vada a sostituire antiche devozioni pagane riferite a questo elemento. La chiesa ha probabilmente origini cinquecentesche, ma si trovava in un luogo diverso da quello attuale. Non è stato finora possibile stabilire con certezza quale fosse questo luogo, tuttavia sembra probabile che si possa trattare della porzione di alveo del Tagliamento pianeggiante posta subito a valle della costruzione attuale: il cosiddetto "saletto" del Tagliamento.
Di certo l'edificio fu ricostruito nel luogo attuale nel Settecento, molto probabilmente, come indica un'epigrafe posta sulla facciata principale, in seguito alla piena del Tagliamento del 1740, che potrebbe aver distrutto il vecchio edificio posto più in basso. A quell'epoca la chiesa aveva una certa importanza, fu sede di una confraternita, possedeva un confessionale ed era meta di processioni propiziatorie da tutta la val d'Arzino. Dal 1723 al 1730, per decreto vescovile, ai pellegrini veniva concessa l'indulgenza plenaria in occasione della Solennità della Santissima Trinità. Dalla fine dell'Ottocento le fu affiancato il cimitero del paese. Nel corso dell'anno 1968 vi si celebrarono ancora sei messe, più tre votive, ma la chiesa cadde in disuso in seguito ai danni riportati nel terremoto del 1976. Nel 2006 sono stati completati la ristrutturazione ed il restauro che hanno permesso di riaprirla al culto. La chiesa non è normalmente aperta al pubblico, al di fuori della celebrazione religiosa del 1º novembre che solitamente si tiene in questo luogo.

### Architetture civili

#### Ponte di Pinzano

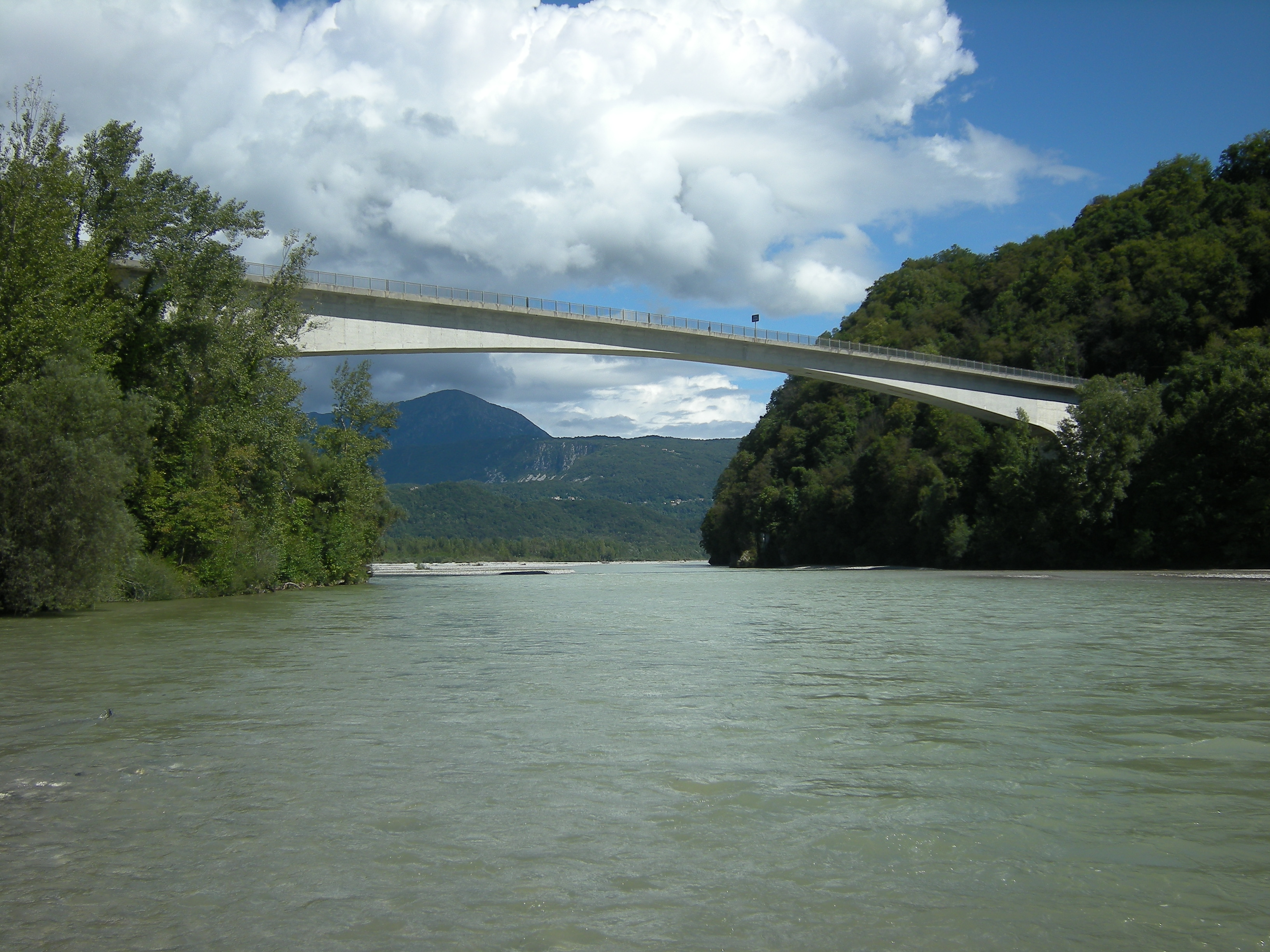
Il nuovo ponte di Pinzano

Presso Pinzano il corso del fiume Tagliamento passa in una strettoia naturale, e ciò ha fatto sì che già dai tempi più antichi il luogo fosse sede di un traghetto. Il 29 settembre 1901 si venne a costituire un consorzio intercomunale preposto alla costruzione di un ponte stabile, che approvò il progetto dell'impresa Odorico & C. di Milano. I lavori per la costruzione del ponte iniziarono nel 1903 e durarono tre anni: l'inaugurazione dell'opera avvenne il 16 settembre 1906. La struttura era lunga 181 metri e alta 30 metri sul livello delle acque: venne costruita in tre archi parabolici ed era all'epoca il più grande ponte in cemento armato d'Europa.
Il 4 novembre 1966, la struttura venne travolta dalla tristemente nota piena del fiume: un pilone venne scalzato compromettendo in modo irreparabile l'intera struttura, che dovette essere fatta brillare. Quindi fu indetto un appalto per la costruzione di un nuovo ponte: i lavori, iniziati nel 1968, si conclusero due anni dopo. Anche la nuova opera era all'avanguardia in quanto prevedeva l'utilizzo del cemento armato precompresso e della spettacolare tecnica costruttiva a sbalzo, senza sostegno, e superava i 185 metri tra le due rive in una sola esile arcata. A conferma della sua solidità, il nuovo ponte non riportò danni durante il terremoto del 1976, e ancora oggi svolge la sua essenziale funzione di collegamento con San Daniele ed Udine.

#### Ossario germanico

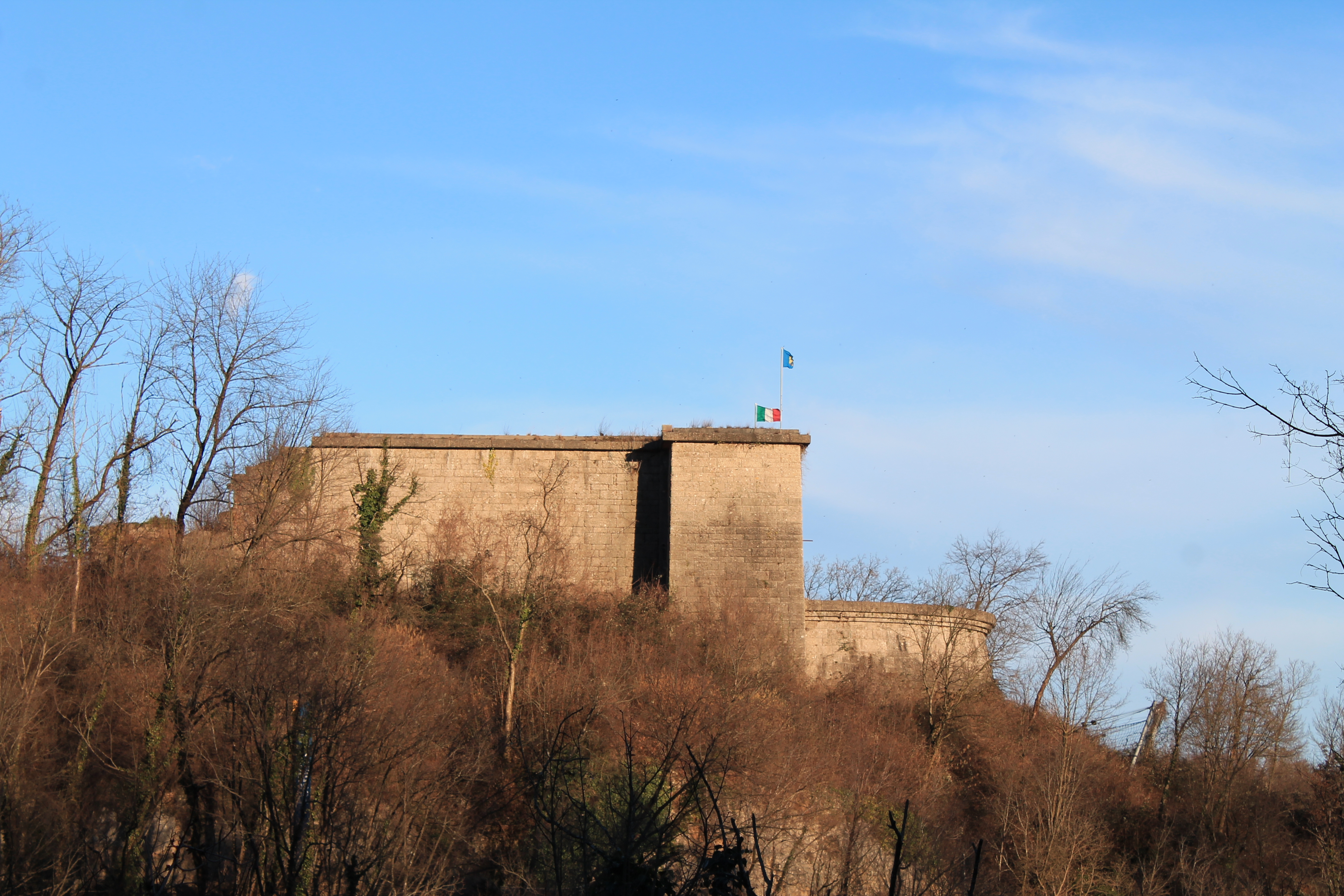
L'Ossario visto da Pinzano

L'ossario di Pinzano è un mausoleo, rimasto incompiuto, che avrebbe dovuto custodire le spoglie di circa trentamila soldati tedeschi ed austriaci caduti nella prima guerra mondiale. Il governo tedesco scelse come sito di costruzione un colle denominato Pion, posto non lontano dal ponte di Pinzano, da dove si poteva godere una spettacolare vista sul Tagliamento. Il progetto dell'edificio venne completato nel 1937, nel 1938 venne costruito un simulacro in dimensioni reali del mausoleo, in legno e canne, per valutare quale sarebbe stato l'aspetto dell'opera compiuta. L'anno successivo iniziarono i lavori di costruzione della struttura, tuttavia questi si interruppero in seguito all'armistizio dell'8 settembre 1943 e non vennero mai più ripresi. La zona fu in seguito teatro di uno scontro fra i tedeschi ed un gruppo locale di partigiani, e dopo la guerra restò sotto il demanio militare italiano a causa della sua posizione strategica.

#### Mulino di Ampiano

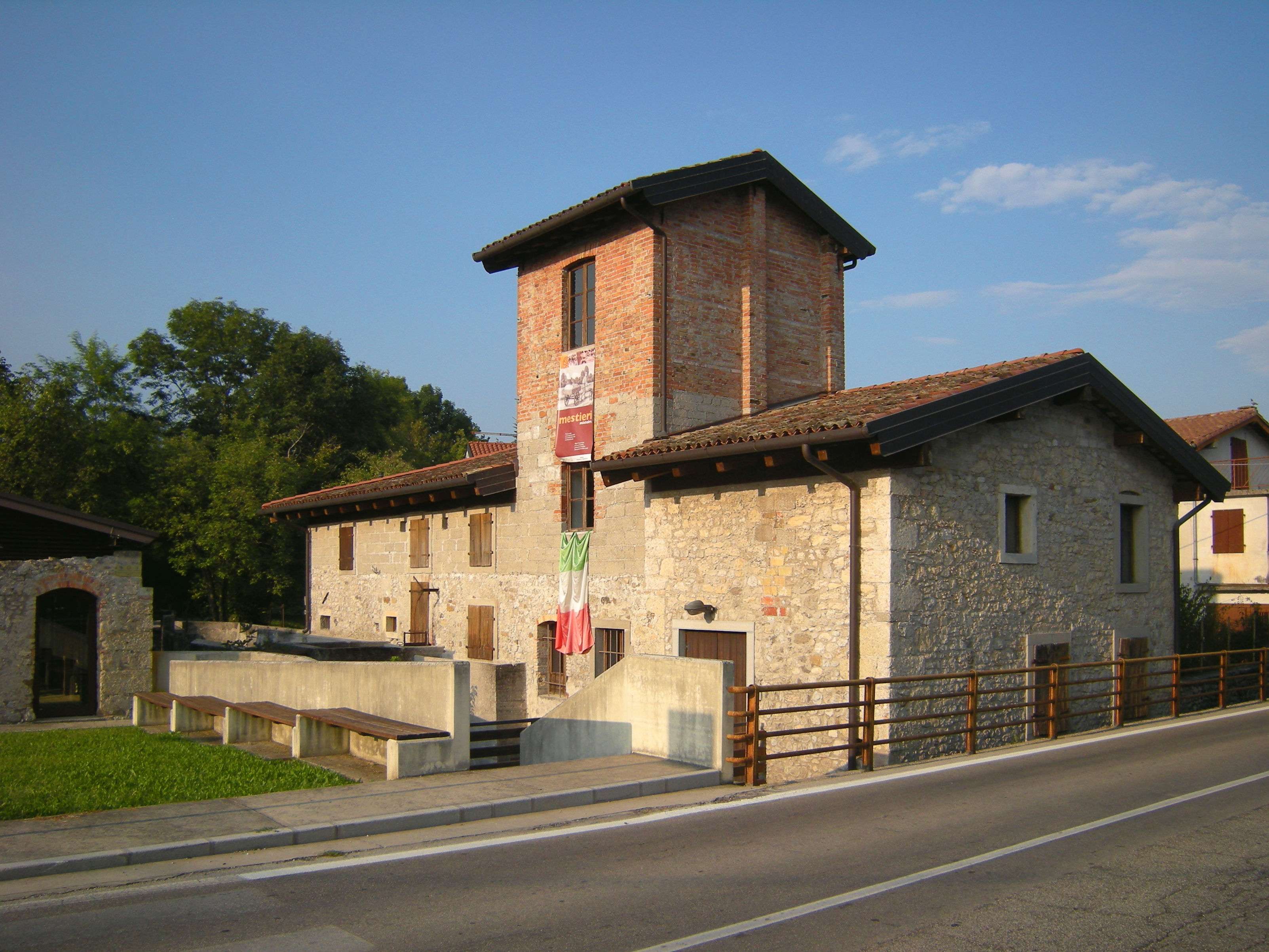
Il mulino

Borgo Ampiano ospita un antico mulino, di cui si ha notizia fin dal Trecento, azionato grazie alla forza di un canale derivato dal torrente Cosa. Anticamente la struttura era posseduta dai signori di Pinzano, e veniva concessa in locazione. Da un documento è possibile ricavare che nel 1320 Francesco di Pinzano cedette in locazione il mulino "a pre' Simone vicario in Valeriano […] dietro compenso di 4 libbre di buon pepe da pagarsi annualmente a gennaio". Dopo essere passato alla famiglia dei Savorgnan, il mulino fu ceduto alla confraternita dei Battuti di Valeriano ed in seguito ad altre famiglie locali. La struttura è stata oggetto di vari rimaneggiamenti ed ampliamenti, i più importanti dei quali nei primi del Novecento: furono installati due mulini di nuova generazione, uno per il frumento e l'altro per il granoturco, alimentati grazie ad una turbina che sostituiva le vecchie ruote a pale.
L'antica facciata sud, che in seguito ad un ampliamento si trova ora all'interno dell'edificio, ospitava un affresco del Pordenone raffigurante la Madonna della misericordia. Si tratta di un'opera eseguita fra il 1524 e il 1527, che rappresenta la Madonna con Gesù Bambino benedicente sulle ginocchia, quattro angeli a sorreggerle il mantello e i devoti con cappuccio bianco, componenti della confraternita dei Battuti allora proprietaria del mulino. Nel 1957 o 1958 l'affresco venne strappato dalla parete e in seguito restaurato: quanto ne resta si trova al museo civico di Conegliano. Vittorio Basaglia nel 2001 ha dipinto il suo "Omaggio a Pordenone", un olio su tela conservato all'interno del mulino, in onore al vecchio affresco.
Il mulino ha cessato la sua attività nel 1969, ed è stato danneggiato dal terremoto del 1976. Ora è di proprietà comunale ed ospita le vecchie attrezzature che sono visitabili grazie al restauro della struttura originaria. Il mulino fa parte del circuito museale delle Dolomiti friulane "Ecomuseo Lis Aganis" ed è sede di mostre temporanee, attività culturali e laboratori didattici. All'esterno della struttura si trova una vecchia trebbiatrice, custodita sotto una tettoia, testimonianza anch'essa del passato agricolo di queste zone.

#### Palazzo Savorgnan-Rizzolati

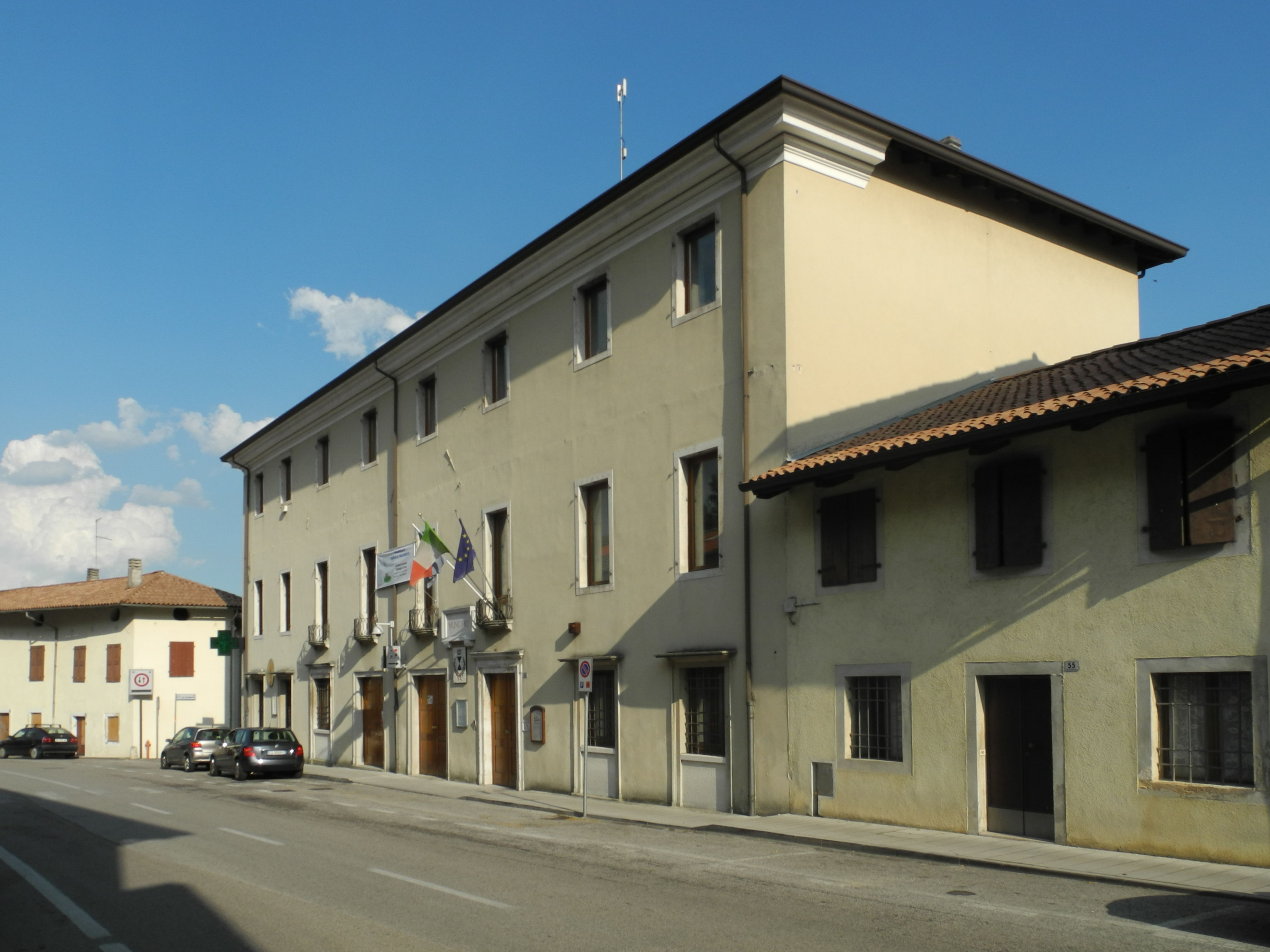
Il palazzo Savorgnan-Rizzolati

Nel luogo in cui sorge l'odierno palazzo, già nel Cinquecento si trovava la residenza secondaria dei Savorgnan a Pinzano, subordinata al castello. In un atto divisionale del 1562 ci si riferisce ad essa come "la casa da basso in villa detta la casa grande con caneve, stalle, broylo, archi et corti". L'edificio attuale fu costruito forse alla fine del Cinquecento, quando nei registri non si parla più di "casa", bensì di "palazzo", ma pare che solo dopo la rivoluzione francese abbia sostituito definitivamente il castello come sede amministrativa e residenza dei signori. Già nel 1809, però, il palazzo passa ad Antonio Moro, a causa della rovina dei Savorgnan e della mutata situazione politica. A metà dell'Ottocento, la famiglia Rizzolati, nuova proprietaria del palazzo, utilizzò le pietre più belle, gli architravi e gli archi del castello ormai in rovina per impreziosire il palazzo. Dopo un altro passaggio di proprietà, nel 1925 il palazzo venne diviso tra il farmacista Giovanni Maria Zannier ed il geometra Giuseppe De Nardo. In seguito a questa divisione, venne aperto il portone sulla facciata principale tuttora visibile. Dal 1939 parte dell'edificio è adibita a sede del municipio, mentre il piano terra della parte orientale ospita ancora la farmacia del paese. La struttura fu compromessa dal terremoto del Friuli, ma prontamente riportata alla sua funzione: nel cortile posteriore è stata ricavata una piazzetta, che porta il nome di piazza 6 maggio 1976, l'anniversario del sisma, collegata mediante un vicolo a viale Vittorio Veneto. Affacciato sulla piazzetta, nel luogo dove sorgevano le vecchie scuderie del palazzo, è stato realizzato il nuovo ambulatorio medico comunale.

### Architetture militari

#### Castello di Pinzano

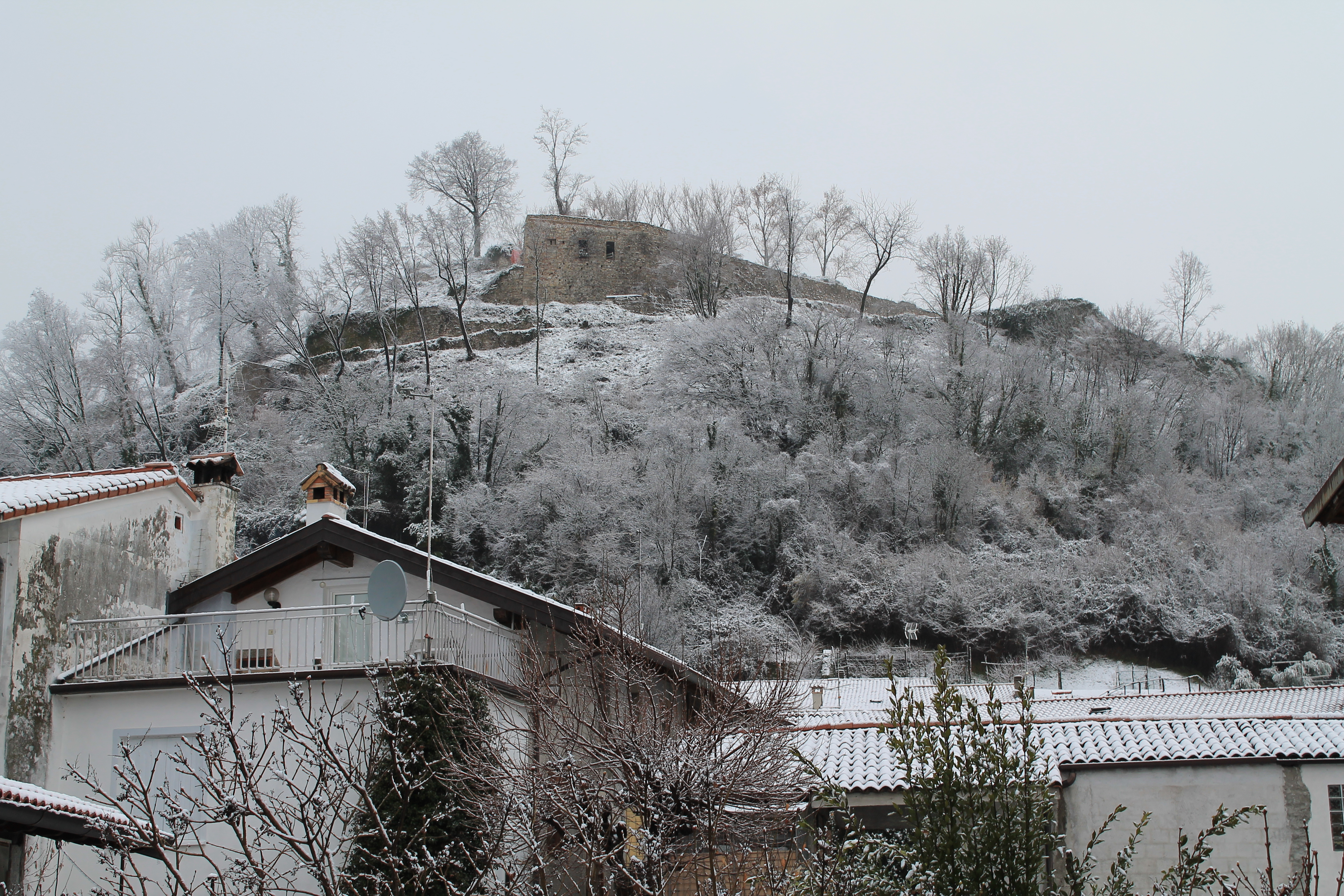
Il colle del Castello in inverno

Il sito in cui sorge il castello, una collina sovrastante l'abitato di Pinzano, era sicuramente frequentato già in età romana. La prima citazione in un documento scritto risale al XII secolo, epoca in cui il castello è abitato dai signori di Pinzano. La proprietà passa alla potente famiglia dei Savorgnan nel 1352, periodo nel quale il castello è centro amministrativo ed economico del feudo di Pinzano. L'edificio subì nel corso dei secoli varie trasformazioni, ma con l'inizio dell'Ottocento iniziò ad andare progressivamente in rovina. Il sisma del 1976 fece crollare le ultime mura rimaste in piedi, dal 2000 il Comune di Pinzano ha promosso il recupero dell'area castellana anche in prospettiva di una sua valorizzazione turistica.

## Società

### Evoluzione demografica
Abitanti censiti

### Etnie e minoranze straniere
Secondo i dati ISTAT al 31 dicembre 2016 i cittadini stranieri residenti nel comune erano 128. Le nazionalità maggiormente rappresentate erano:
- Romania: 33
- Burkina Faso: 29
- Albania: 20

### Lingue e dialetti
A Pinzano, accanto alla lingua italiana, la popolazione utilizza correntemente la lingua friulana. Ai sensi della deliberazione n. 2680 del 3 agosto 2001 della Giunta della Regione autonoma Friuli-Venezia Giulia, il Comune è inserito nell'ambito territoriale di tutela della lingua friulana ai fini della applicazione della legge 482/99, della legge regionale 15/96 e della legge regionale 29/2007.
La lingua friulana che si parla a Pinzano al Tagliamento rientra fra le varianti appartenenti al friulano occidentale.
Degna di nota resta la differenza nella variante parlata fra Pinzano e le frazioni Valeriano e Manazzons. In particolare, a Pinzano la vocale finale dei sostantivi è la -e (friulano standard: aghe, acqua), mentre a Valeriano le stesse parole finiscono in -a : aga come nella variante del friulano occidentale.

### Religione
La maggior parte della popolazione, come per tutta l'Italia, appartiene alla Chiesa cattolica, e afferisce alle due parrocchie in cui è diviso il territorio comunale: quella, più antica, dedicata a Santo Stefano protomartire con sede a Valeriano, e quella dedicata a San Martino di Tours con sede a Pinzano. Entrambe le parrocchie appartengono alla diocesi di Concordia-Pordenone. L'attuale parrocchia di Santo Stefano deriva dall'antica pieve fondata tra il VIII e l'IX secolo, la cui estensione era pari circa all'odierno territorio comunale. La parrocchia di San Martino venne invece istituita solamente nel 1940.
A Valeriano era presente una confraternita dei Battuti, formatasi nella prima metà del 1300 ed attiva fino ai primi del Novecento. Questa confraternita promosse la costruzione della Chiesa di Santa Maria dei Battuti e di un ospedale attiguo per il ricovero di malati e pellegrini. A Pinzano vi erano, a partire dal Cinquecento, due confraternite dedicate a San Sebastiano ed alla Beata Vergine.

### Tradizioni e folclore
Nel periodo dell'11 novembre, si tiene a Pinzano la tipica sagra paesana di San Martino, che in genere dura dal venerdì sera successivo al giorno del santo patrono fino alla domenica sera. Per l'occasione vengono preparati i tipici dolci di San Martino o San Martini, grandi biscotti di pasta frolla a forma di cavallo con in groppa il santo. La domenica mattina si tiene anche l'annuale marcia detta cjaminade pai cuei (passeggiata per i colli), che si svolge con diversi percorsi nel territorio circostante, e a cui partecipano qualche centinaio di maratoneti più o meno professionisti. Tra le tradizioni che meritano di essere ricordate ci sono:
- Le processioni rituali che si svolgevano in diversi periodi dell'anno, e che scandivano il tempo della comunità. Il santuario della Santissima Trinità di Pinzano fu per lungo tempo meta anche di processioni propiziatorie, che vedevano la partecipazione degli abitanti della Val d'Arzino. Di queste, sopravvive solo la processione del 15 agosto, oltre quella del venerdì Santo.
- Le rogazioni, che si spingevano a toccare tutte le frazioni e i confini del territorio parrocchiale, a scopo propiziatorio. Questi riti si sono svolti fino alla seconda metà del Novecento.
- La via Crucis vivente, che si teneva a Pinzano fino alla fine degli anni sessanta.
- La festa popolare che si teneva in castello ogni 15 agosto, fino al 1976, con tanto di orchestra e balli.[73]
- La festa di San Giuseppe a Campeis, che si teneva ogni 19 marzo fino al 1977, anno in cui la ricorrenza del patrono è stata spostata al primo di maggio. Rappresentava la prima sagra dell'anno di tutta la Val d'Arzino, con la partecipazione di giostre, varie gare tra cui briscola e tiro a segno, ed ovviamente chioschi.[74]

## Cultura

### Istruzione
Nel comune di Pinzano un tempo erano presenti quasi in ogni frazione le scuole elementari, e ancora durante la seconda guerra mondiale la sola frazione di Colle contava una quarantina di alunni. A causa del calo demografico, rimangono oggi attive solamente la scuola dell'infanzia "Trieste" a Valeriano e la scuola primaria "Giosuè Carducci" presso il capoluogo; entrambe fanno parte dell'Istituto comprensivo "Valli del Meduna, Cosa e Arzino", che ha sede a Travesio.
Nello stesso edificio della scuola di Pinzano si trova anche la biblioteca civica comunale, intitolata all'architetto Enrico Peressutti e facente parte del Sistema bibliotecario dello spilimberghese "Peraulis".

### Cinema
A Pinzano è stato ambientato il film del 2009, basato su fatti realmente accaduti, Il sole tramonta a mezzanotte.

### Cucina

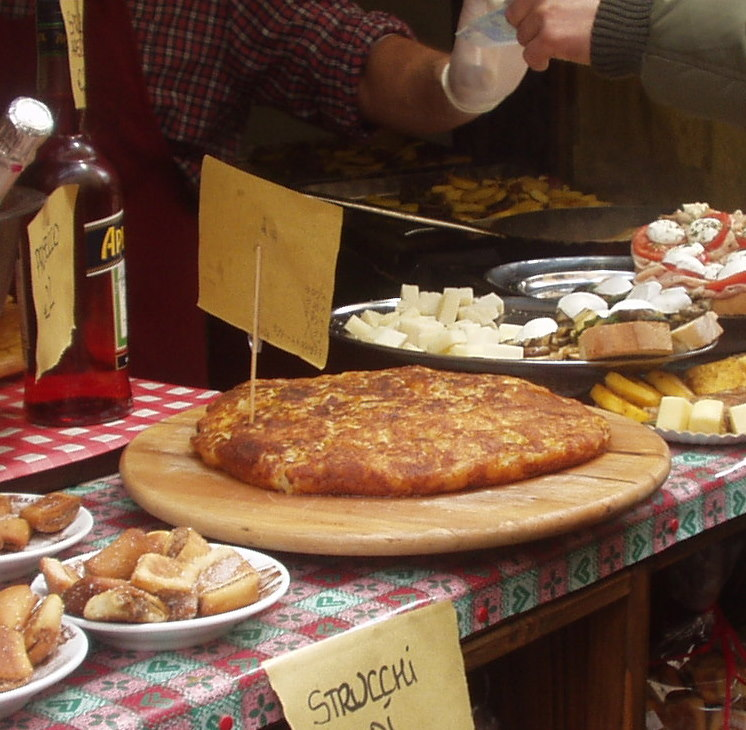
Frico con le patate

La cucina di Pinzano al Tagliamento è tipica del Friuli. Alcuni piatti caratteristici sono la brovada, il frico, il formaggio montasio, il musetto e la polenta di granturco. Come in altre zone contadine, troviamo la panade (pane vecchio e latte, cotti), il ridic cu las frices (radicchio condito con lardo), la mule (crema di sangue di maiale), lat e sâl cule polente (latte salato con la polenta). Un piatto più tipicamente legato al posto, e che troviamo anche nel vicino paese di Clauzetto, è la cosiddetta balote, una palla di polenta riempita con formaggio e cotta su braci o sulla cenere e servita con funghi ed erbe.

## Geografia antropica

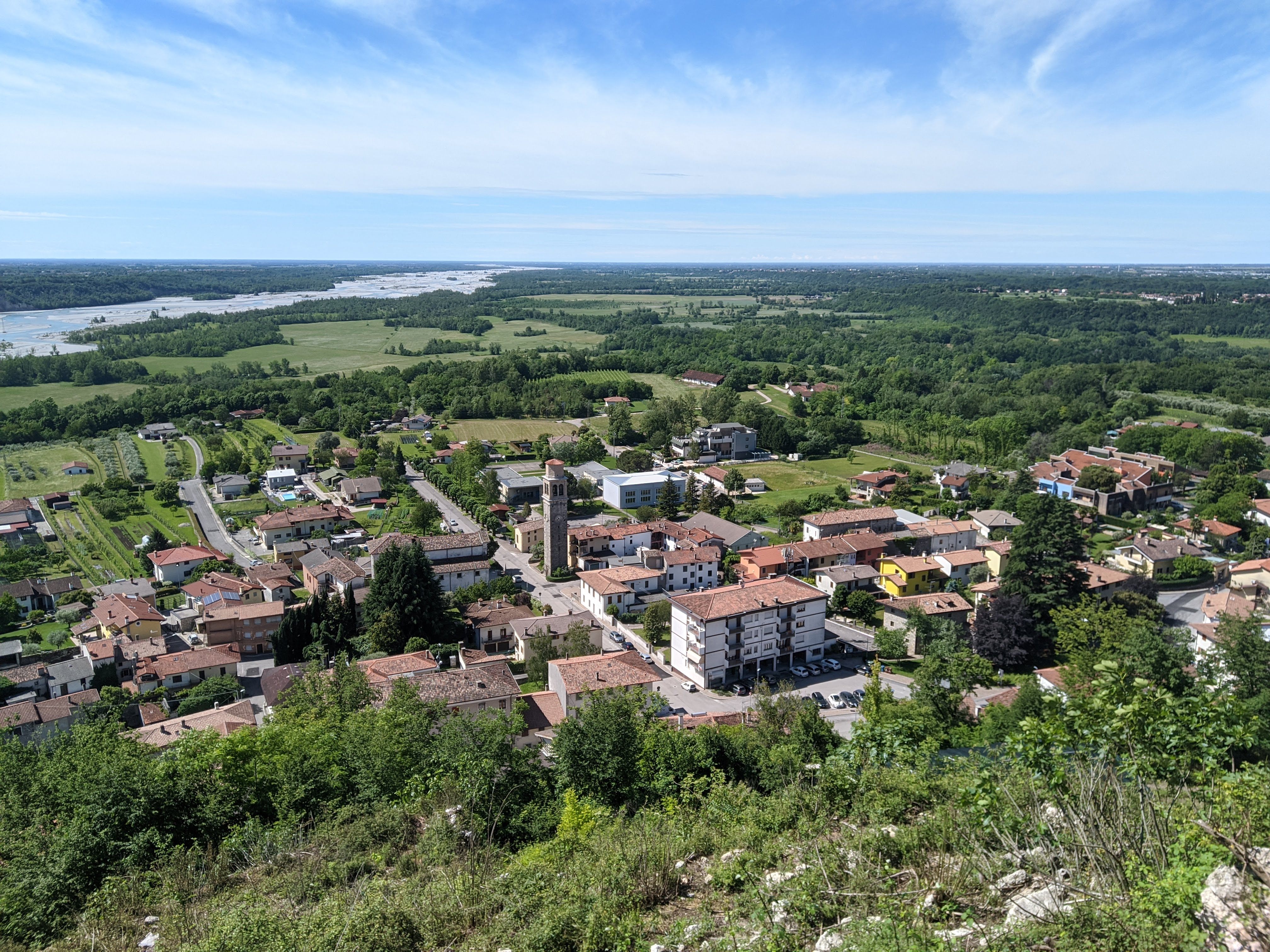
Il capoluogo dal castello

L'impianto urbanistico originale di Pinzano e Valeriano, di tipo contadino, è stato in buona parte modificato in seguito al terremoto del 1976. Molti edifici dovettero essere abbattuti e ricostruiti, ma per fortuna parte delle costruzioni storiche, soprattutto quelle di maggior pregio architettonico, sono state recuperate. A partire dagli ultimi decenni, comunque, si nota una duplice tendenza: da una parte l'avanzare dei boschi fino in prossimità dei centri abitati, causato dalla mancanza di interesse ad utilizzare i terreni agricoli collinosi e gli stessi boschi per produrre legna. D'altra parte, proprio sui terreni non più agricoli sono state costruite nuove abitazioni al di fuori dei vecchi centri storici, i quali tendono invece a spopolarsi a causa della loro scomodità.
Nella tradizione locale, inoltre, esisteva tutta una serie di toponimi per indicare con precisione ogni determinato luogo del territorio, sia nei paesi, che nelle campagne e nei boschi. Una minoranza di questi sono ancora di uso quotidiano: così a Pinzano potremo trovare ad esempio Clean, Ciculis, Sot i orts, Cja Bagudin, ecc. e nei dintorni la Tese, Travai, Businiat, Sot Pisin, ecc. Dal catasto dei beni feudali della famiglia Savorgnan del 1671 si ricava un impressionante elenco di 216 toponimi riguardanti il territorio di Valeriano, e di 117 toponimi riguardanti il territorio di Pinzano. Ancora nel 1968 il sacerdote di Pinzano, Don Vittorino Zanette, riportava un elenco di 25 toponimi utilizzati nella sola zona della frazione di Colle, in un'area estesa circa mezzo chilometro quadrato.

### Frazioni e località

#### Valeriano

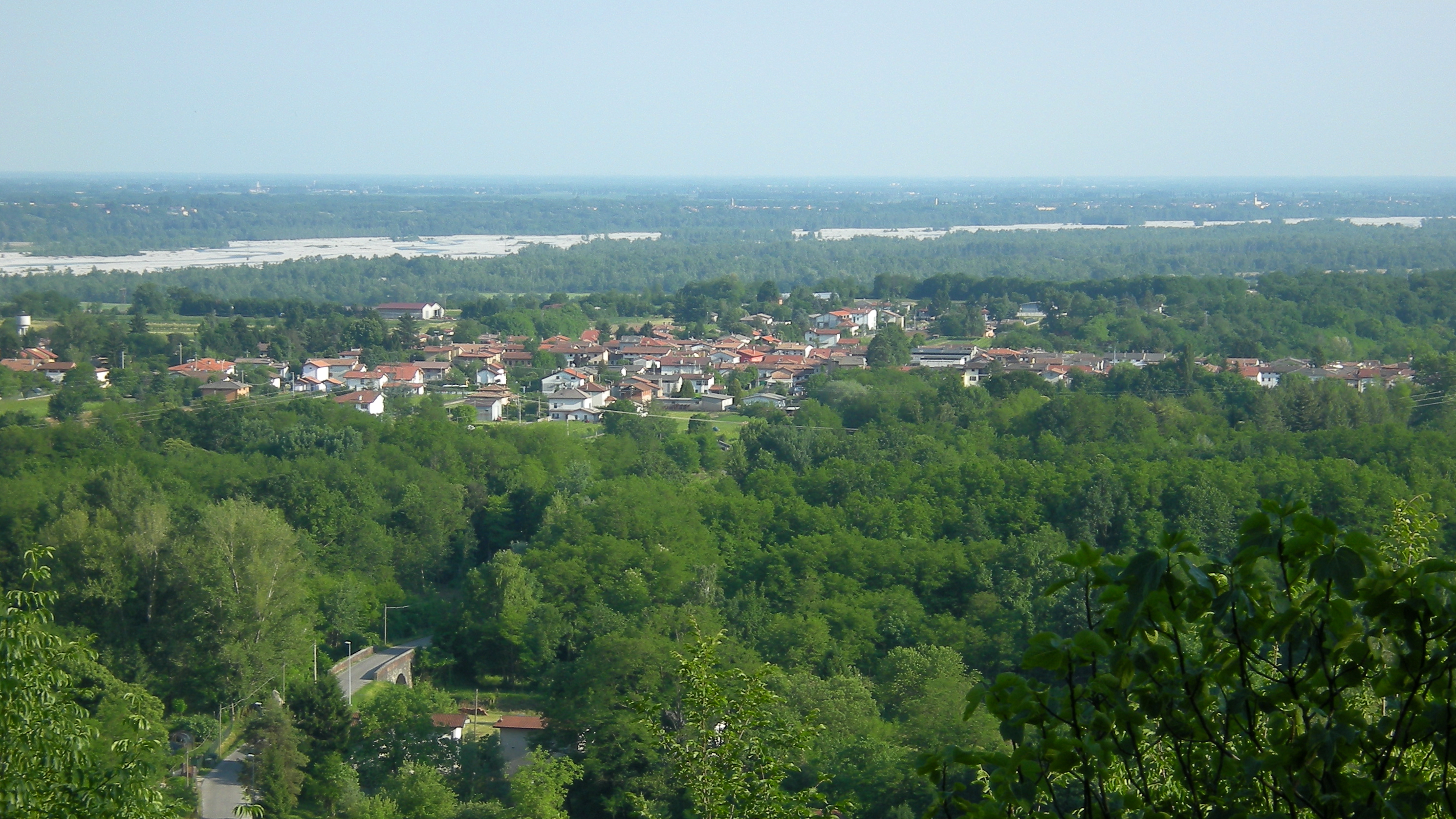
Valeriano

Valeriano (Valerian in friulano) è la frazione più popolosa del comune, conta infatti circa 650 abitanti, e si trova sulla strada provinciale che conduce a Spilimbergo. L'abitato si trova a circa 180 m s.l.m.. Il territorio è coltivato prevalentemente a mais e vite, infatti nel paese si contano numerose aziende agricole e vinicole: molte di queste ultime si sono inoltre specializzate nel recupero e valorizzazione dei vitigni autoctoni. Valeriano ospita una pieve probabilmente dal X secolo, ed è sede parrocchiale.
Sulla strada che conduceva a Borgo Mizzari si trovava, fino ai primi dell'Ottocento, la chiesa di San Severo. Sembra che l'edificio sacro fosse stato eretto in sostituzione di un precedente tempio pagano, e che fosse uno degli edifici di culto cristiani più antichi dell'intero Friuli: tuttavia probabilmente si tratta di un'esagerazione che non risulta supportata da fonti antiche. In seguito alla distruzione della chiesa, la statua lignea di San Severo venne trasportata in un'ancona tuttora visibile accanto alla strada per Pinzano, ma venne trafugata nel 2002. Da allora è stata sostituita da un affresco dell'artista Plinio Missana.

#### Borgo Ampiano
Borgo Ampiano (Ampian in friulano) è un borgo situato a poca distanza dal paese di Lestans (comune di Sequals), dal quale è separato solamente dal torrente Cosa. L'acqua del torrente viene captata per alimentare il mulino, non più funzionante ma in buono stato di conservazione, che essendo ora di proprietà comunale ospita mostre temporanee ed iniziative culturali. L'abitato conta una quarantina di residenti, il toponimo è verosimilmente prediale, derivato dal personale latino Amp(h)ius o Ampelius.

#### Borgo Mizzari
Borgo Mizzari (i Mizzars in friulano) è un piccolo borgo a carattere agricolo, situato all'interno dell'alveo del Tagliamento, ma leggermente più in alto del greto attivo in quanto posto su un terrazzo alluvionale. Conta una trentina di abitanti, ed il nome della località è un antropotoponimo, deriva cioè dal cognome (Mizzaro) dei residenti. Vi si giunge da Valeriano scendendo verso sud.

#### Manazzons
Manazzons (Manaҫons in friulano) è il terzo paese del comune per popolazione, arroccato sulle pendici meridionali di una boscosa collina, e situato ad un'altitudine compresa fra i 220 e i 280 m s.l.m. Vi si giunge dalla strada provinciale della Val d'Arzino oppure da Castelnovo. Le prime testimonianze dell'abitato risalirebbero al 1184, le citazioni continuative sui documenti ecclesiastici dal 1300. La piccola ma graziosa piazza ospita la Chiesa di S. Biagio, contitolare della parrocchia di Pinzano-Manazzons: questa chiesa fu inaugurata nel 1982, dopo che il precedente edificio seicentesco era stato demolito a causa del terremoto del 1976. Gli abitanti erano 260 nel 1838, 271 nel 1946 e 164 nell'anno del terremoto. Si contano un'ottantina di residenti, inoltre vi ha sede di un circolo culturale che si interessa di vari aspetti riguardanti la frazione.

#### Pradaldon
Pradaldon (Pradaldon in friulano) è una località residenziale posta in uno spazio pianeggiante vicino all'omonimo corso d'acqua, lungo la strada di accesso a Manazzons.

#### Campeis

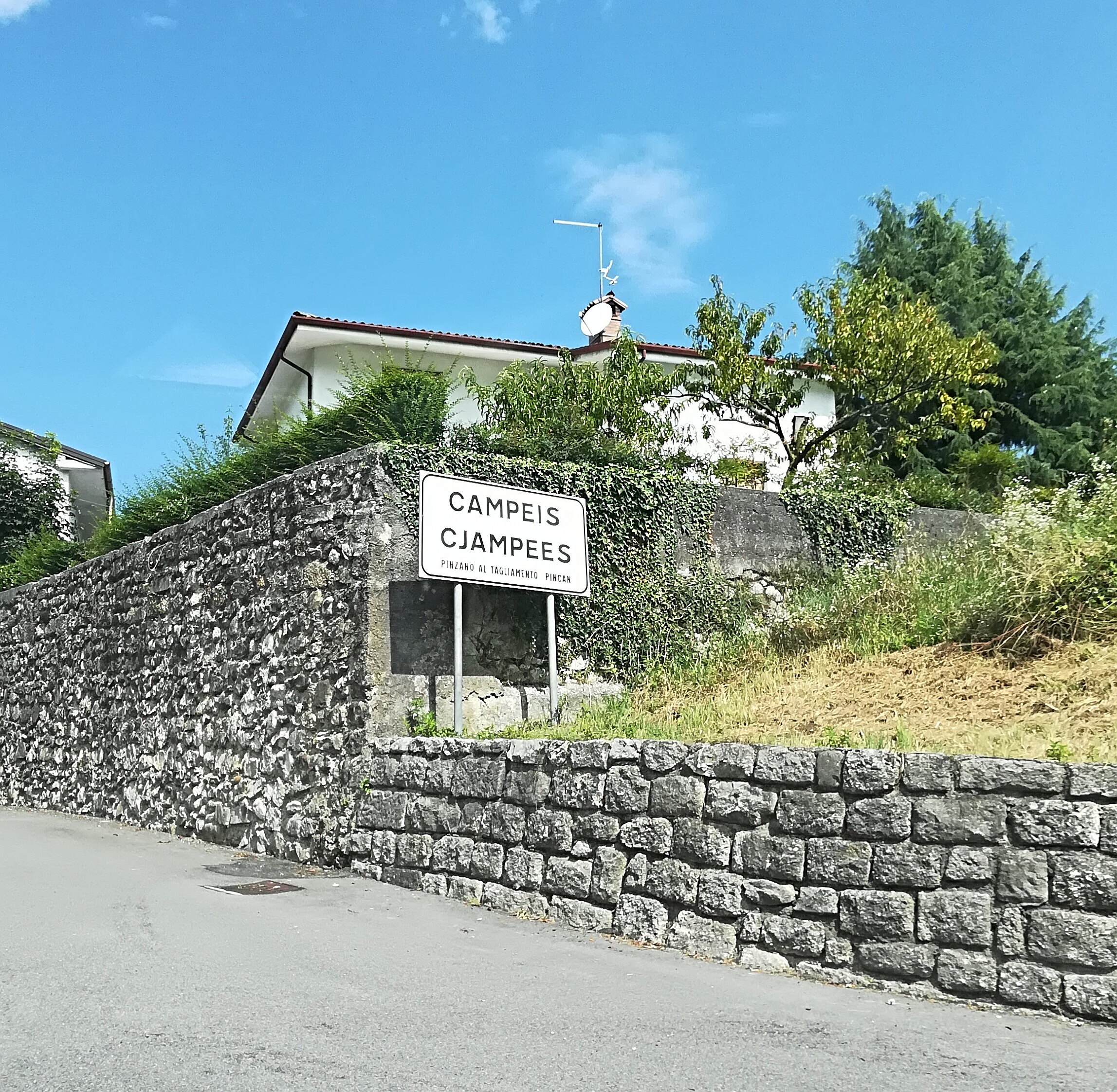
L'ingresso al paese

Campeis (Cjampês in friulano) è un piccolo paese che si sviluppa a lato della provinciale della Val d'Arzino, a circa 170 m s.l.m., e dista circa un chilometro e mezzo dal capoluogo. Conta una sessantina di abitanti, raggruppati nelle case sorte attorno alla piazzetta e la chiesetta di San Giuseppe. Quest'ultima è di fattura settecentesca, di stile piuttosto semplice e lineare, e conserva al suo interno una statua del patrono ed un altare recenti. Due quadri risalenti alla fine dell'Ottocento, raffiguranti la Sacra famiglia e la Madonna del Rosario, hanno fatto ipotizzare che queste fossero due intitolazioni precedenti dell'edificio sacro. In seguito ai danni del terremoto del 1976, la chiesa venne ripristinata grazie all'aiuto della comunità locale e nuovamente inaugurata il primo maggio 1981.

#### Cja Ronc

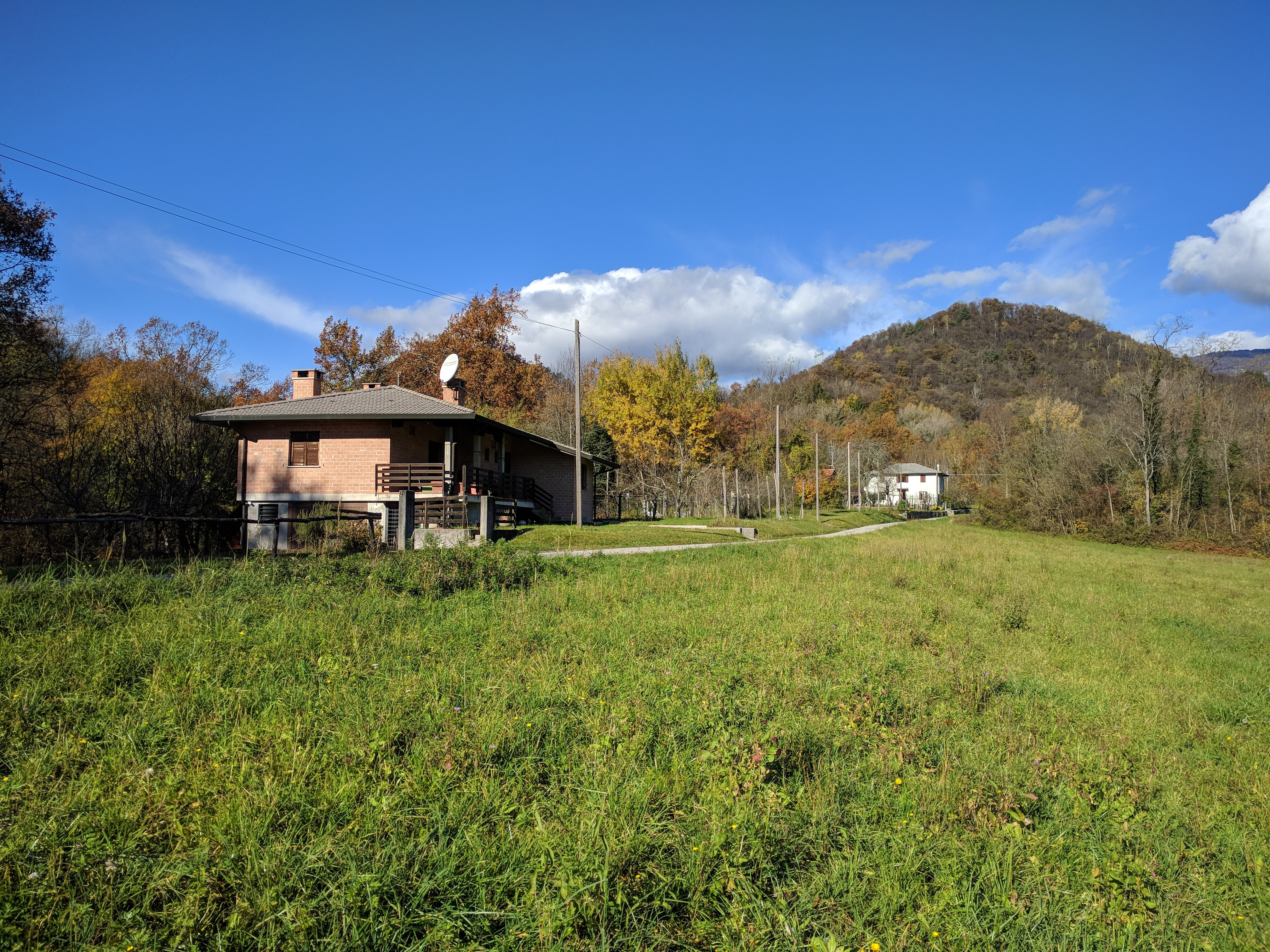
La località Cja Ronc

Cja Ronc era un piccolo villaggio, ora disabitato, nei pressi della frazione di Campeis. Il borgo vecchio si era sviluppato intorno alla piccola piazza e si ritiene fosse dotato di un proprio cimitero, tuttavia versa in uno stato di pesante abbandono ed è quasi completamente ricoperto dalla vegetazione. Sebbene l'abitato si fosse originariamente sviluppato sulle pendici di una collina, ai piedi della stessa si trovano alcune abitazioni in cui risiedono ancora un paio di nuclei familiari, dal punto di vista amministrativo facenti parte della località Campeis.

#### Colle
Colle (Cuel in friulano) è un piccolo paese posto su un'altura, fra i 170 e i 200 m s.l.m., non lontano dalla confluenza dell'Arzino nel Tagliamento, e dista due chilometri e mezzo dal capoluogo. A causa della sua posizione, fu teatro di uno scontro durante la ritirata di Caporetto. Allora infatti esisteva una passerella in legno sul Tagliamento all'altezza della località Pontaiba, che venne utilizzata sia dagli italiani in fuga che dagli austro-ungarici in avanzata. La popolazione, che nel 1940 ammontava a 400 persone, si è ridotta a meno di 60 abitanti. Colle ospita una chiesetta dedicata alla Vergine Immacolata, costruita nel 1845 in sostituzione di un oratorio settecentesco dedicato a San Sebastiano e San Antonio. La volontà da parte degli abitanti del paese di avere un proprio luogo di culto è dovuta anche al fatto che la vecchia strada per giungere a Pinzano richiedeva il guado del torrente Pontaiba, spesso difficoltoso. Nel 1964 la chiesa venne restaurata e dotata di un campanile a vela con tre campane.

#### Pontaiba
Pontaiba (Poltaibe in friulano) è una località posta ai piedi della frazione Colle, non lontano dal Tagliamento e dall'Arzino. Ospita gli impianti sportivi comunali, posti nei pressi di quella che d'estate si trasforma in una spiaggia sul torrente Arzino, visitata da numerosi turisti ed attrezzata. Il toponimo Pontaiba sembra avere un significato molto antico, indoeuropeo, riconducibile a "polt" con il significato di "ghiaia", "greto". Sarebbe inoltre legato al toponimo Pontebba.

#### Costabeorchia

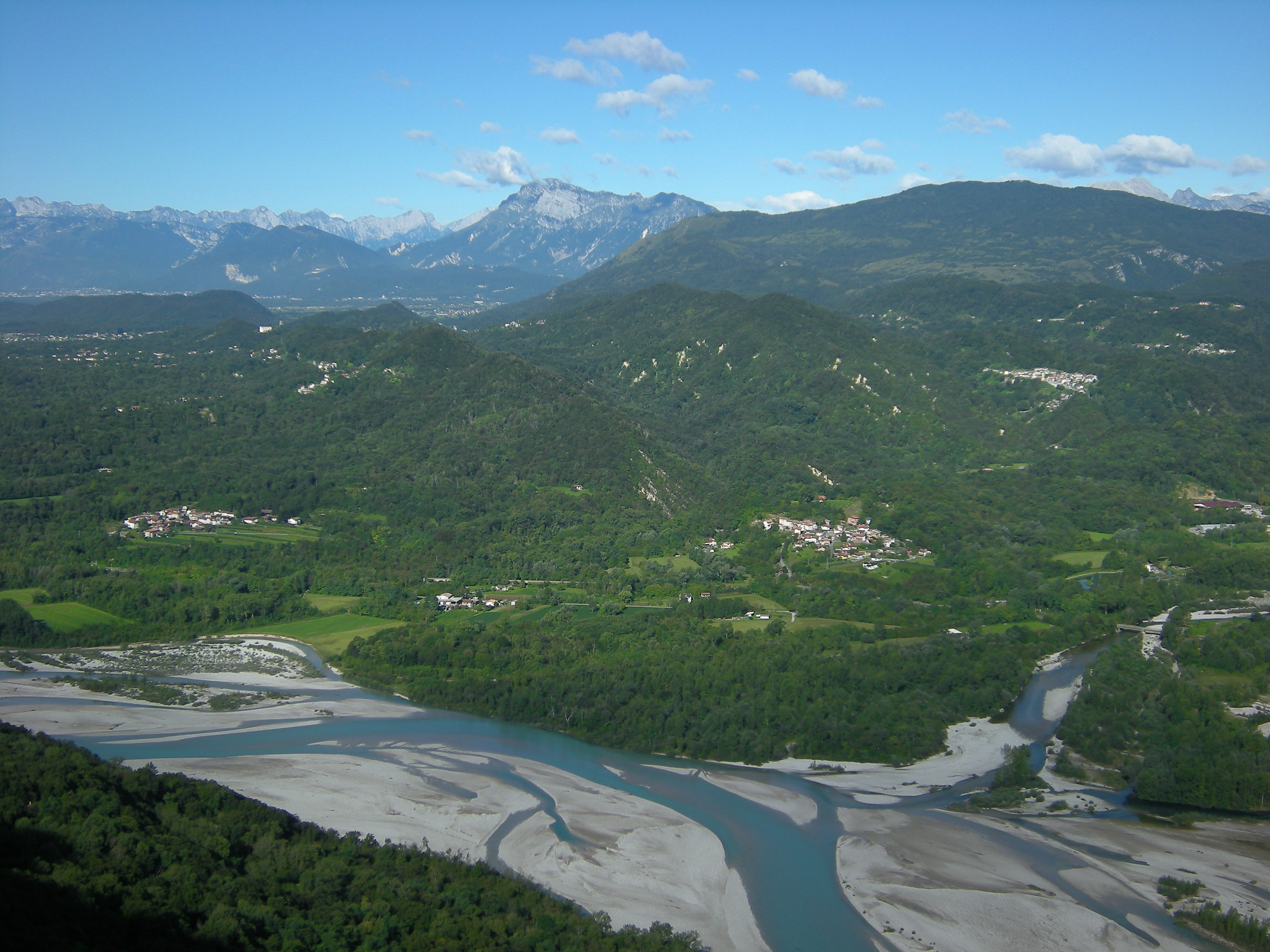
Da sinistra: Campeis, Costabeorchia, Pontaiba, Colle, Manazzons

Costabeorchia (Beorcje in friulano) è una località posta fra i 240 e i 300 m s.l.m., sulle pendici meridionali del Monte Molimes. Un tempo nota per la qualità della frutta e del vino prodotti, il poeta venzonese Niccolò Morlupino nel Cinquecento si prodigò con questi versi a difendere il vino locale: "... A di chiul vin di Dregh tant preseat / Di che Queste bevorchie sot Pinzan / No see bon, ch'un chiaval chu puarte gran / No havare a chest mut strafevellat ..." ("... A dire che il vino di Dregh tanto pregiato / Di quella Costabeorchia sotto Pinzano / Non sia buono; che un cavallo da soma / Non avrebbe straparlato in questo modo ..."). La chiesetta di Santa Teresa, fortemente voluta dalla comunità locale nel secondo dopoguerra, venne realizzata nel 1954, e vi si celebrava messa ogni domenica. Purtroppo venne distrutta dal terremoto del 1976, e mai più ricostruita. Costabeorchia comprende anche le località di La Vile e Molimes: quest'ultima sconfina in parte nel contiguo comune di Castelnovo del Friuli, a causa del fatto che il confine fra i due comuni non corrisponde alla valle del torrente Gerchia. A sud di Costabeorchia, abbandonata nel bosco, si trova anche la località Samontan. Il toponimo è un composto di "costa", con il significato di "fianco di montagna" e "beorchia", con il significato di "bivio, biforcazione".

## Economia

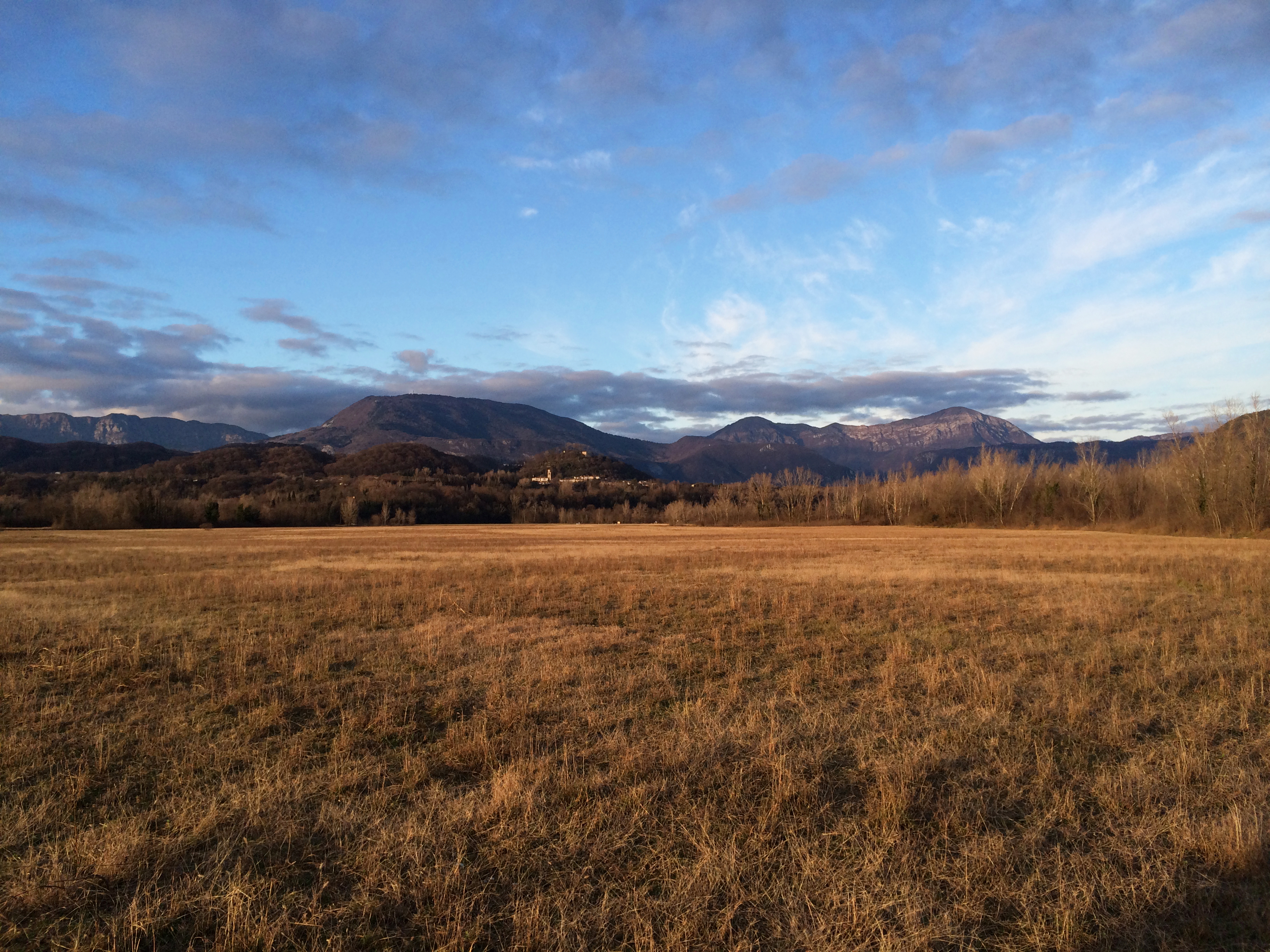
Campi agricoli nei pressi del Tagliamento

Nella zona pianeggiante nei pressi di Valeriano è abbastanza sviluppata l'agricoltura estensiva: le colture principali sono il mais e la vite. Quest'ultima coltivazione è ancora importante a livello familiare in tutto il territorio comunale, in quanto ben si adatta ai terreni collinosi esposti al sole. Bisogna però rilevare che in seguito alla modernizzazione della società la maggior parte dei terreni non pianeggianti, un tempo adibiti a coltivazione o sfalcio, siano stati abbandonati e colonizzati dal bosco. In molti terreni si coltivano anche olivi, da cui si produce olio extra vergine di oliva presso il frantoio locale. Anche l'allevamento domestico si è molto ridotto, lasciando spazio a qualche impresa attiva nel mercato locale. I prodotti tipici locali sono infatti il vino di vitigni locali, formaggi e latticini caprini e il miele.
Il peso dell'industria nell'economia comunale è modesto: poche manifatture si trovano nella zona di Borgo Ampiano e nel capoluogo. Poli industriali in grado di attirare la manodopera locale si trovano in comune di Forgaria (zona industriale di Flagogna), e poi verso la pianura friulana. Rilevanza maggiore hanno invece le imprese artigianali.
I servizi di base, necessari alla popolazione comunale (scuole materne e primarie, negozi, poste, farmacia, tabacchi...), si trovano distribuiti fra il capoluogo e Valeriano. Per il commercio ed il terziario di livello maggiore, i poli tradizionali di attrazione sono Spilimbergo e San Daniele, mentre per le funzioni urbane il pinzanese gravita su Udine e Pordenone.

### Turismo

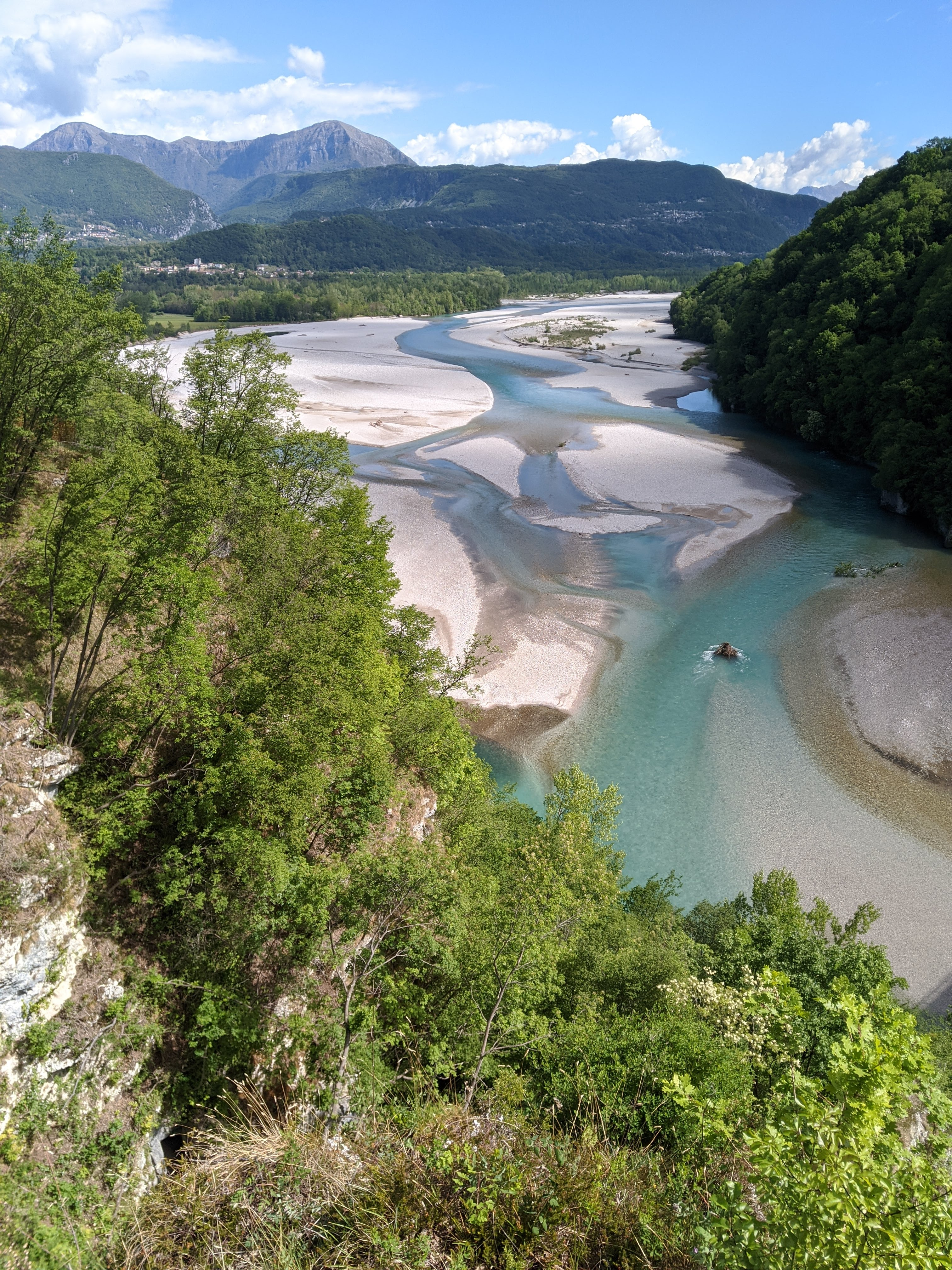
Il Tagliamento dal colle Pion

Il territorio di Pinzano possiede una vocazione turistica determinata in primo luogo dalla bellezza della natura circostante, in gran parte preservata dall'intervento umano. Il comune si trova all'interno della Val d'Arzino, attraversata dal torrente omonimo che nella località Pontaiba confluisce nel fiume Tagliamento. Grande fascino, anche a livello internazionale, sta suscitando la riscoperta dell'ambiente naturale del fiume Tagliamento, considerato uno degli ultimi corsi d'acqua non antropizzati, che ha preservato la dinamica a canali intrecciati (braided river). Di conseguenza, l'habitat del fiume, in particolare proprio nel medio corso, risulta molto ricco e di particolare pregio, al punto da essere tutelato come Sito di Importanza Comunitaria (SIC) e di essere stato proposto Riserva della biosfera UNESCO da parte del WWF. La bellezza del fiume è evidente dal ponte di Pinzano, che è fra i migliori punti di belvedere lungo il corso e pertanto frequentata meta di turisti e motociclisti.
Sul territorio comunale sono attivi 6 esercizi ricettivi di natura extra-alberghiera, per una capacità di 43 posti letto.
Nel 2010 è stata aperta una pista ciclabile che da Caneva porta alla stazione di Pinzano, percorrendo quindi tutta la pedemontana pordenonese, e denominata infatti IPP (Itinerario Pedemontano Pordenonese), a sua volta parte dell'itinerario regionale FVG-3.
Inoltre, le associazioni locali, sono costantemente impegnate nel mantenimento e recupero della fitta rete sentieristica sulla quale è possibile svolgere diverse escursioni.
Il Club Alpino Italiano mantiene il percorso nº 822 "Anello di Pinzano", che utilizzando alcuni sentieri recuperati percorre le principali attrattive naturalistiche e storiche, tra cui: il Castello Savorgnan, l'Ossario e la cascata dello Sflunc.
All'interno del territorio comunale si possono inoltre praticare il Torrentismo (Canyoning) presso la gola attrezzata delle cascate Butines e l'Arrampicata.

## Infrastrutture e trasporti

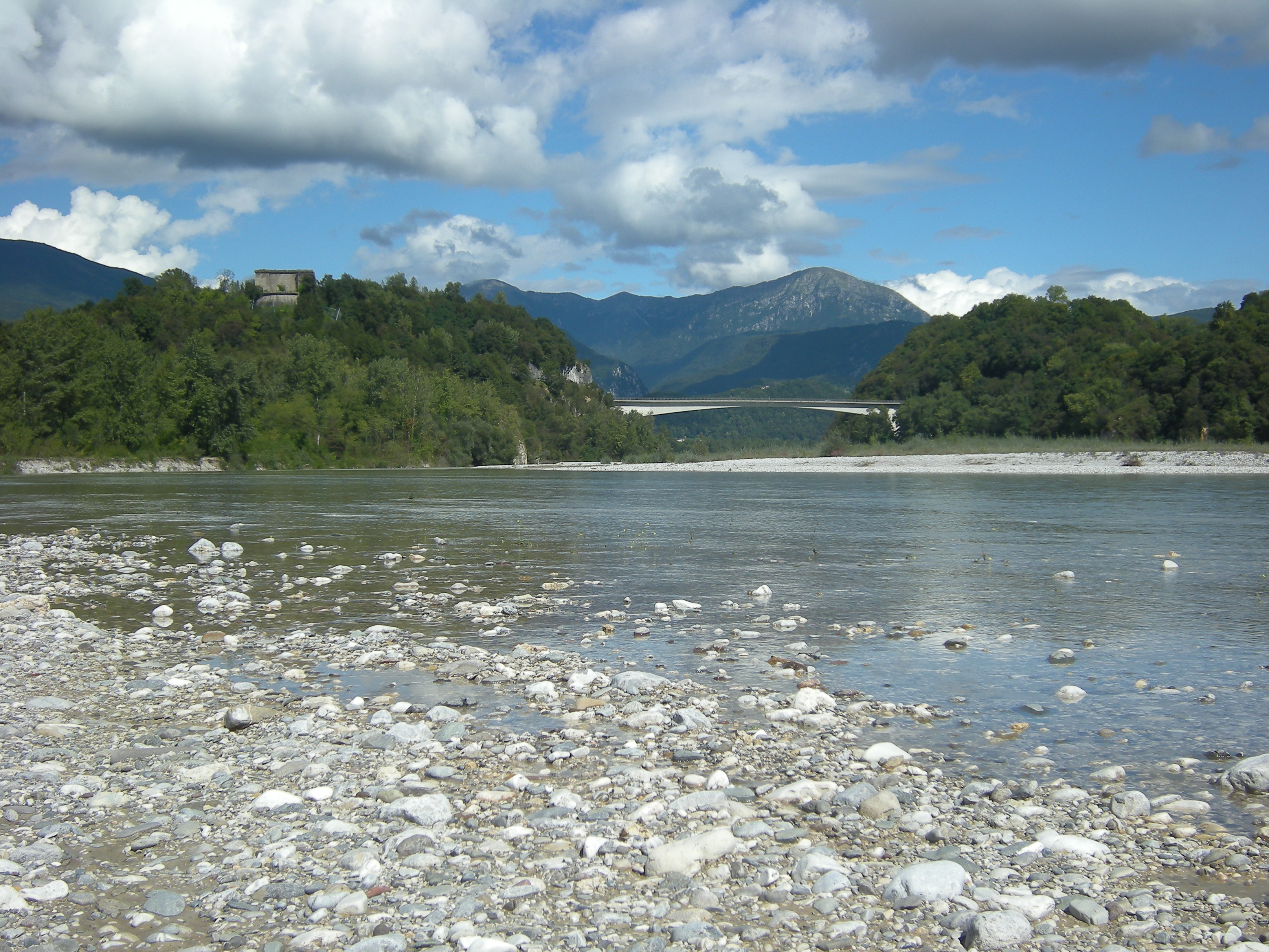
La stretta ed il ponte di Pinzano. A sinistra l'ossario

### Strade
Le strade principali che attraversano il territorio comunale sono:
- Strada Provinciale 1 della Val d'Arzino: provenendo da Spilimbergo attraversa Valeriano, Pinzano e prosegue verso nord in direzione Tolmezzo.
- Strada Provinciale 4 Sandanielese: si distacca dalla SP 1 presso il capoluogo per raggiungere il ponte di Pinzano, da dove prosegue in provincia di Udine come SP 5 verso Ragogna e S. Daniele.
- Strada Provinciale 34 di Lestans: provenendo da Sequals attraversa Borgo Ampiano e si ricollega alla SP 1 prima di giungere a Valeriano.

### Ferrovie e tranvie

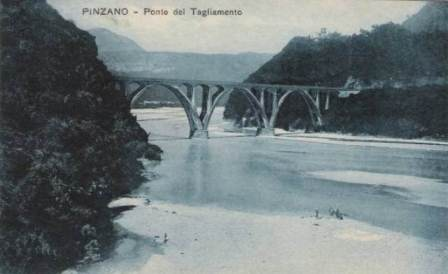
Il ponte sul Tagliamento, prima della demolizione e ricostruzione, predisposto per il prolungamento della tranvia da San Daniele (cartolina d'epoca)

Pinzano è dotata di una stazione sulla linea ferroviaria Gemona del Friuli-Sacile, tuttavia il servizio su ferrovia di questa linea è stato sospeso dal 2012 a causa dello svio di un convoglio. Da allora è attivo un servizio sostitutivo di autobus, in attesa della totale riattivazione. Dal 2018 la linea è stata riaperta al traffico storico/turistico e a breve verrà riaperta anche al normale servizio viaggiatori.
Valeriano era dotata di una stazione sulla linea per Casarsa, ora soppressa. Il fabbricato della stazione è stato demolito.
Anche la Stazione di Castelnovo, posta a sua volta sulla ferrovia Gemona del Friuli-Sacile, dal punto di vista amministrativo si trova all'interno del comune di Pinzano.
Nel primo dopoguerra furono attuati numerosi lavori volti al prolungamento fino a Pinzano della Tranvia Udine-San Daniele, opera che non fu però completata. Fra le infrastrutture più significative di tale linea si ricorda il ponte stradale di Pinzano, che era stato progettato per accogliere anche il binario tranviario.

### Mobilità urbana
I trasporti interurbani di Pinzano vengono svolti con autoservizi di linea gestiti da ATAP sulla direttrice per Spilimbergo e SAF verso San Daniele del Friuli e la Provincia di Udine. 

Il comune è anche servito dalla linea M1 del servizio montano Val d'Arzino - Val Cosa, la quale mette in comunicazione il capoluogo con le frazioni minori, gestita da ATAP.

## Amministrazione
Nella Repubblica Italiana (dal 1946):
| Periodo | Periodo   | Primo cittadino    | Partito      | Carica                  | Note |
| ------- | --------- | ------------------ | ------------ | ----------------------- | ---- |
| 1946    | 1947      | Giorgio Simonutti  |              | Sindaco                 |      |
| 1947    | 1950      | Gio Batta Orgnani  |              | Sindaco                 |      |
| 1950    | 1951      | Umberto Nebbion    |              | Commissario prefettizio |      |
| 1951    | 1956      | Davide Zannier     |              | Sindaco                 |      |
| 1956    | 1964      | Davide Zannier     |              | Sindaco                 |      |
| 1964    | 1970      | Adriano Marcuzzi   |              | Sindaco                 |      |
| 1970    | 1972      | Ermes Scatton      |              | Sindaco                 |      |
| 1972    | 1973      | Gaetano Barbato    |              | Commissario enti locali |      |
| 1973    | 1978      | Giovanni Fabris    |              | Sindaco                 |      |
| 1978    | 1983      | Emilio Marcuzzi    |              | Sindaco                 |      |
| 1983    | 1988      | Luigino Cecco      |              | Sindaco                 |      |
| 1988    | 1993      | Gianfranco Cozzi   |              | Sindaco                 |      |
| 1993    | 1997      | Gianfranco Cozzi   |              | Sindaco                 |      |
| 1997    | 2001      | Luciano De Biasio  | lista civica | Sindaco                 |      |
| 2001    | 2006      | Luciano De Biasio  | lista civica | Sindaco                 |      |
| 2006    | 2011      | Luciano De Biasio  | lista civica | Sindaco                 |      |
| 2011    | 2016      | Deborah Del Basso  | lista civica | Sindaco                 |      |
| 2016    | 2021      | Emanuele Fabris    | lista civica | Sindaco                 |      |
| 2021    | in carica | Emiliano De Biasio | lista civica | Sindaco                 |      |

## Sport
Nel Comune sono presenti due impianti sportivi: il campo da calcio di Pontaiba e quello di Valeriano. Quest'ultimo viene utilizzato dall'Associazione Sportiva Dilettantistica "Valeriano-Pinzano", militante in prima categoria. Il campo sportivo di Pontaiba viene utilizzato per manifestazioni sportive organizzate da associazioni locali. Inoltre, presso il capoluogo, vi è un piccolo campo sportivo dotato anche di bocciodromo.